# Zeil am Main

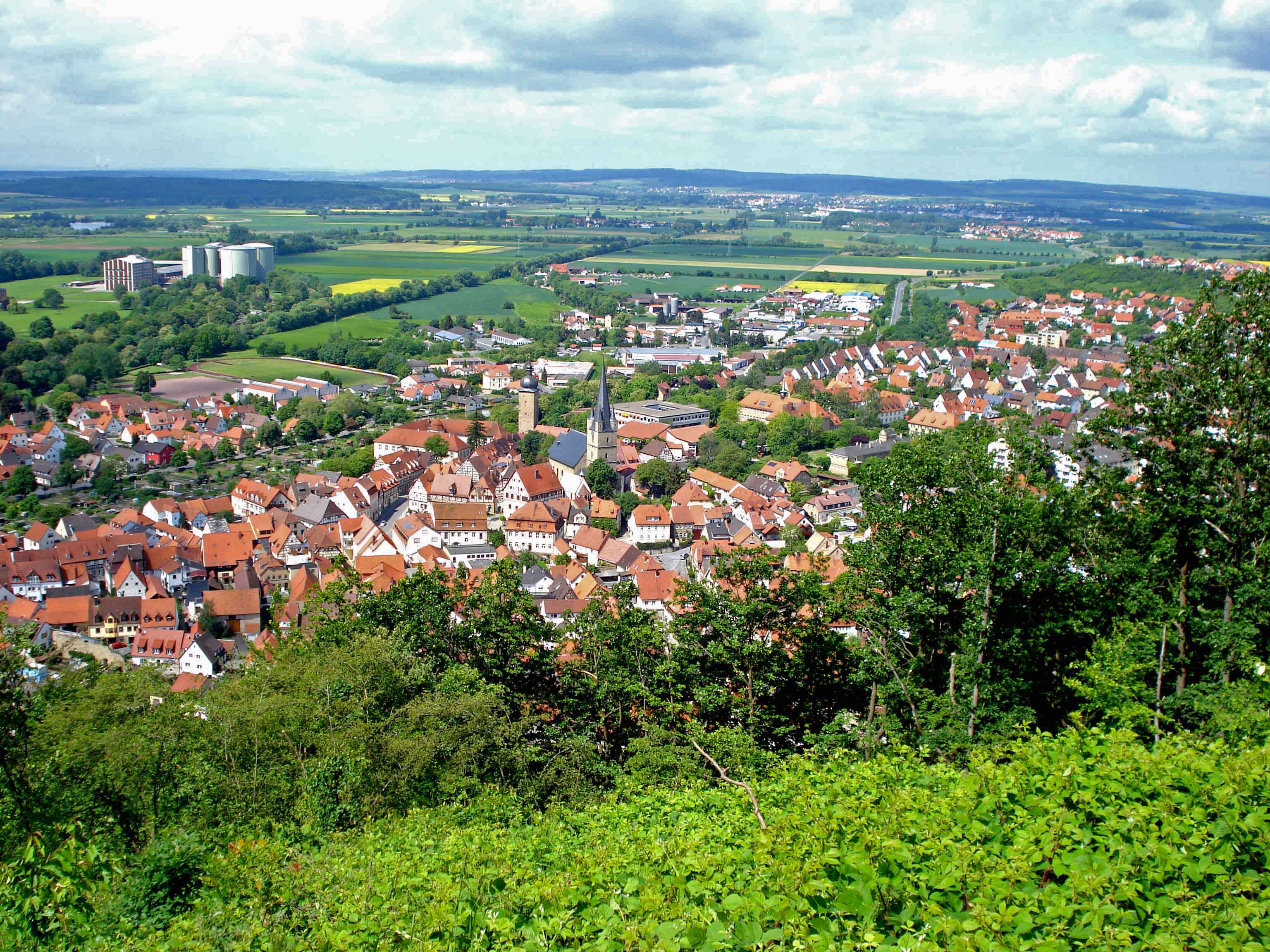
Blick auf Zeil am Main

Zeil am Main (amtlich: Zeil a.Main) ist eine Stadt im unterfränkischen Landkreis Haßberge. Sehenswürdigkeiten der Stadt sind unter anderem der Marktplatz mit den alten Fachwerkhäusern, die mittelalterliche Stadtbefestigung mit dem Stadtturm, die Burgruine Schmachtenberg in den Weinbergen, die Wallfahrtskirche „Zeiler Käppele“ auf dem Kapellenberg oder die vielen kleinen „Grabengärten“ (Schrebergärten) entlang der alten Stadtmauer. Des Weiteren ist die Stadt für das im Ort produzierte Bier und den Frankenwein weithin bekannt.

## Geografie

### Lage
Zeil am Main liegt in der Region Main-Rhön (Bayerische Planungsregion 3), etwa 27 km östlich von Schweinfurt und 25 km westlich von Bamberg. Im Norden bzw. Süden grenzen die Naturparks Haßberge und Steigerwald.
Durch Zeil am Main führt der Fränkische Marienweg.

### Gemeindegliederung
Es gibt sieben Gemeindeteile (in Klammern sind der Siedlungstyp und die Einwohnerzahl angegeben):
- Bischofsheim (Dorf, 86)
- Krum (Pfarrdorf, 322)
- Schmachtenberg (Dorf, 305)
- Sechsthal (Dorf, 69)
- Weidenmühle (Einöde)
- Zeil am Main (Hauptort, 4596)
- Ziegelanger (Pfarrdorf, 344)

Auf dem Gemeindegebiet gibt es die Gemarkungen Bischofsheim, Bischofsheimer Forst-Nordost, Bischofsheimer Forst-Südwest, Krum, Schmachtenberg, Sechsthal, Zeil am Main und Ziegelanger.

### Nachbargemeinden
Nachbargemeinden sind (von Norden beginnend im Uhrzeigersinn): Königsberg in Bayern, Kirchlauter, Ebelsbach, Eltmann, Sand am Main, Knetzgau und Haßfurt.

## Geschichte

Gemeindeflagge von Zeil am Main

### Spuren früher Besiedlung
Erste Nachweise einer Besiedlung der Gegend um Zeil stammen aus dem Tardenoisien (circa 6000–4000 v. Chr.), es handelt sich hierbei um Rundkratzer, Speer-, Pfeilspitzen und Harpunenzähne, die auf dem Kapellenberg und der Flurabteilung Steinerner Herd westlich der Stadt gefunden wurden. Die erhaltenen Mikrolithen sind aus Feuerstein und zwischen zwei und vier cm im Durchmesser groß. Aus der Zeit der Schnurkeramischen Kultur wurde bei einem Wohnhausneubau eine 10,5 cm lange Bootsaxt gefunden. Aus der Bronze- und Eisenzeit wurden in den Zeiler Gemarkungen verschiedene Tonscherben gefunden. In den 1970er Jahren fand sich bei Bauarbeiten im Flurteil Hintere Harth ein Zylinderhalstopf mit verschiedenen Kannelierungen, darin enthalten die Überreste einer circa 25-jährigen Frau aus der Urnenfelderzeit. Als Grabbeigaben fanden sich unter anderem die Reste einer Halskette aus Bronzespiralen und eine Rollennadel, ebenfalls aus Bronze, die vermutlich als Gewandverschluss gedient hat. Die Überreste wurden von Christian Pescheck untersucht und datiert.

### Die Anfänge als herrschaftlicher Großhof
1018 wurde Zeil das erste Mal schriftlich erwähnt. Curtis Zilin, ein landwirtschaftlicher Großhof der Markgrafen von Schweinfurt, wurde von Heinrich II. erworben und im Jahr 1018 auf Bitten von Bischof Eberhard I. von Bamberg dem Kloster Michelsberg in Bamberg geschenkt. Nach dem Tode Heinrichs II. ging Eberhard I. einen Tauschhandel mit den Benediktinermönchen des Klosters ein. Er bekam den Großhof, das Kloster erhielt dafür von Eberhard insgesamt 36 Bauerngüter in Ebelsfeld, Wonfurt und Ermersdorf (in der Oberpfalz). Der Bischof setzte einen Ministerialen auf dem vom Hochstift Würzburg umgebenen Gutshof ein, der seine Interessen vertrat. 1132 ist mit „Friedrich de Zile“ ein solcher Ministerialer des Bischofs erstmals urkundlich erwähnt. Ein 1142 erstmals erwähntes Wohngebäude, eingetragen als Besitz von Otto von Bamberg, wurde von Ottos Nachfolger Egilbert der Gräfin Chuniza von Giech nach der Aufhebung ihrer Ehe mit Poppo I. von Andechs als Wohnsitz zur Verfügung gestellt und 1196 dem Kloster Michelfeld übereignet. Aus dieser Zeit stammt wahrscheinlich der erste Kirchenbau in Zeil, den bäuerlichen Verhältnissen entsprechend sehr schlicht, aber bereits mit Kirchturm. Die Kirche war Johannes Baptista geweiht. Der angrenzende Friedhof war von einer steinernen Mauer umgeben. 1250 wurde „Castrum Zilanum“, die Burg Zeil auf dem Kapellenberg, erstmals urkundlich erwähnt. Bischof Heinrich I. von Bilversheim übergab die Burg „als Pfand für geliehenes Geld“ Ludwig de Rotenhagen. Die Burg bestand aus zwei Burghöfen und war ungefähr 120 Meter lang und im Ostteil 130 Meter breit, hatte ein Ritterhaus, zwei Wohnhäuser und eine Kapelle. Im oberen Burghof, der wahrscheinlich als Wirtschaftshof diente, stand ein hoher Turm. 1954 wurden bei Bauarbeiten 90 Zentimeter dicke Sandsteinmauerreste gefunden, die ein nach Westen offenes Halbrund von fünf Metern Durchmesser bildeten.

### Vom Gutshof zur Stadt

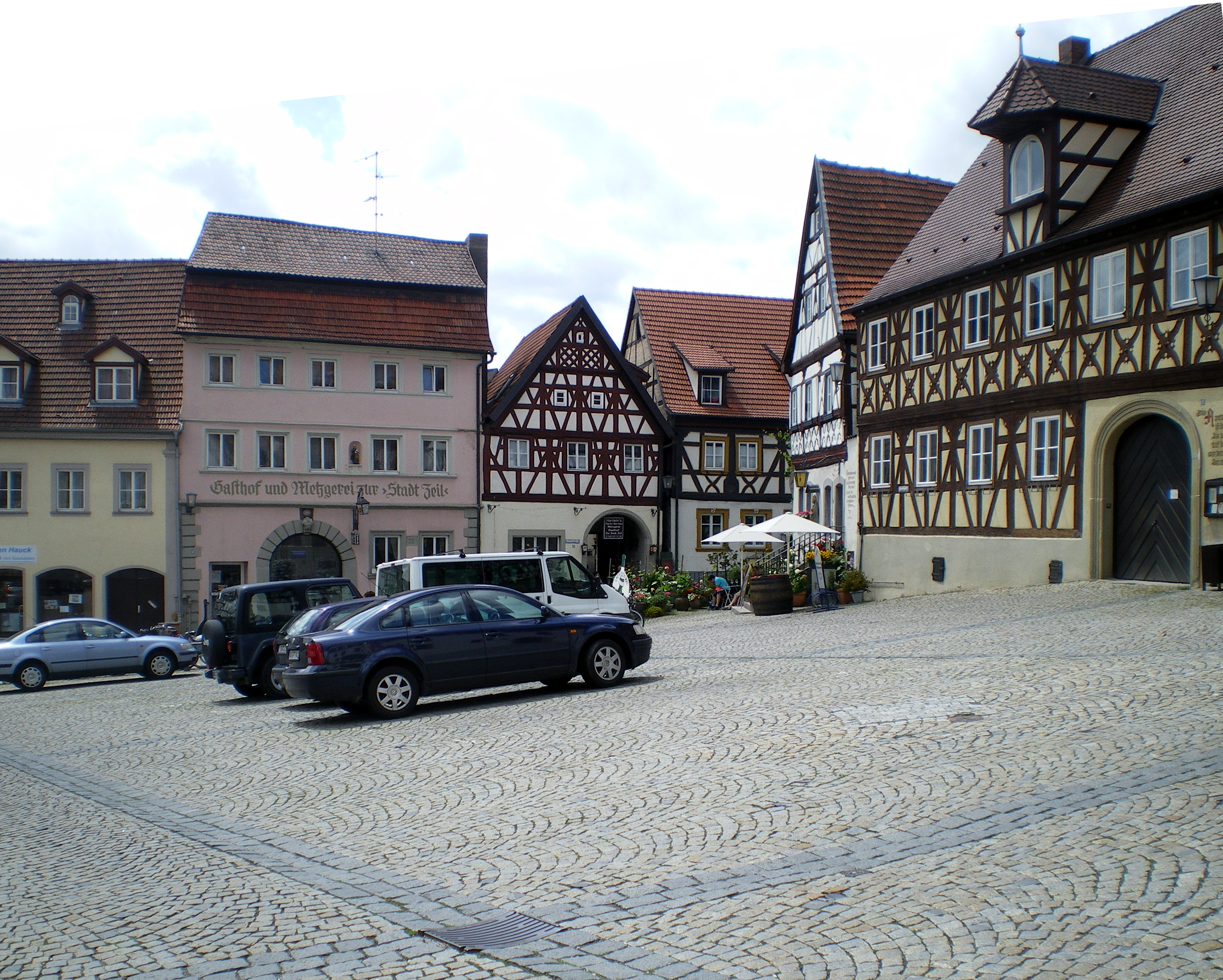
Marktplatz in Zeil

In einem 1348 fertiggestellten Urbar von Friedrich I. von Hohenlohe ist erwähnt, dass Zeil zu dieser Zeit 26 Höfe und 40 Sölden hatte, davon gehörten aber nur noch 12 Höfe und 27 Sölden dem Hochstift Bamberg. Die Einwohnerzahl lag vorsichtigen Schätzungen zufolge damals bei ungefähr 250. Bischof Lamprecht von Brunn gestattete den Zeiler Bürgern 1379 in einem Brief, eine Mauer um ihre Siedlung zu errichten. Weiterhin gewährte er Freiheit von Fronleistungen, von Weisathzahlungen und die Einrichtung eines Stadtgerichts. 1397 erlaubte König Wenzel den Zeilern drei Markttage, 1447 wurde ein vierter Markttag bewilligt. Mittlerweile verfügte Zeil über ein im gotischen Stil gebautes Rathaus, in dem sechs Ratsherren, der Oberbürgermeister und der Unterbürgermeister ihren Dienst versahen. Um und nach 1400 herrschte in Zeil eine rege Bautätigkeit. Neben der Stadtmauer mit den beiden Türmen, dem Rathaus und der Annakapelle wurde auch die Heilig-Kreuz-Kapelle vor der Stadt an der Straße in Richtung Bamberg errichtet. Ab 1540 wurde das Rathaus aufgestockt. Im Zweiten Markgrafenkrieg 1554 wurde die Burg Schmachtenberg, die die mittlerweile verlassene Zeiler Burg ersetzt hatte, verwüstet, nachdem Zeil und Schmachtenberg zunächst ungeschoren davongekommen waren. Nach einer Darstellung des Geometers Peter Zweidler von 1598 gehörten zu Zeil ein als Gefängnis genutzter Faulturm und ein Siechenhaus, das in seuchenfreien Zeiten als Armenhaus diente. Aus einem Schreiben des Fürstbischofs Lothar Franz von Schönborn vom 1. März 1694 geht hervor, dass die Zeiler bereits seit „unerdenklichen Jahren“ das Recht hatten, einen Schulmeister zu haben. Überliefert sind Ratsakten von 1599, in denen auf die Bewerbung eines Engelhard Wedell aus Gädheim um das Amt des Schulmeisters hingewiesen wird. Wann genau die erste Schule in Zeil gegründet wurde, ist nicht bekannt. Nach Daten der Gesellschaft für Leprakunde befand sich in Zeil ein als „Siechhaus“ bezeichnetes mittelalterliches Leprosorium, das jedoch nicht genauer lokalisiert werden kann.

### Hexenprozesse
In Zeil wurden verglichen mit der Einwohnerzahl zwischen 1616 und 1631 unverhältnismäßig viele Hexenprozesse geführt und in der Folge die Angeklagten hingerichtet oder verbrannt. Die Protokolle der Ratssitzungen dieser Zeit legen dar, dass in fast jeder Sitzung neue Vormundschaften für Kinder, deren Eltern hingerichtet wurden, bestimmt werden mussten. Am 26. November 1616 brannte der Scheiterhaufen in Zeil zum ersten Mal. Neun Frauen wurden zunächst geköpft und dann verbrannt. 13 Monate später, im Dezember 1617, berichtete der spätere Zeiler Bürgermeister Johann Langhans von neun Bränden in jenem Jahr, bei denen 43 Menschen hingerichtet wurden. Der Beginn des Dreißigjährigen Krieges stoppte die Hexenprozesse in Zeil bis ins Jahr 1626. Am 15. Oktober 1626 starben fünf der Hexerei angeklagte Bürger, am 10. November vier weitere, darunter die Zeiler Ratsherren Konrad Oerter und Konrad Merklein, die am 8. Oktober verhaftet und der Hexerei bezichtigt worden waren. Ende des Jahres 1626 zählte Langhans 35 angeklagte oder bereits verurteilte Menschen. Der Bürgermeister berichtete in seinem Tagebuch von 92 Opfern im Jahr 1627. 
Seit April 1627 wurden auch die Beschuldigten aus dem 25 Kilometer entfernten Bamberg ins Zeiler Gefängnis gebracht, dort verhört, gefoltert und hingerichtet. Mit dem Geld der Hingerichteten wurde die Heilig-Kreuz-Kapelle renoviert. Nach den ersten Prozessen wurde eine neue Orgel angeschafft, die 550 Gulden gekostet hatte. 200 Gulden davon wurden dem Vermögen der Hingerichteten entnommen. Die Chronik des Bürgermeisters Johann Langhans bricht im Februar 1628 ab, als er selbst der Hexerei angeklagt wurde. Der 35 Jahre alte Langhans gestand nach der Folterung mit dem Daumenstock und dem Spanischen Stiefel den Bund mit dem Teufel und wurde hingerichtet. Er war seiner Chronik zufolge das 138. Opfer der Zeiler Hexenprozesse. In den folgenden beiden Jahren fanden noch mehr als 160 Hinrichtungen von Malefiz-Personen statt. Endgültig beendet waren die Hexenprozesse erst 1631, als die schwedische Armee vor Zeil stand. Heute geht man davon aus, dass in Zeil mehr als 400 Menschen als Hexen und Hexenmeister verbrannt wurden.

### Zeil im Dreißigjährigen Krieg
In der Stadt Zeil gab es zunächst keine großen Auswirkungen des Krieges, einzig Truppendurchzüge und deren Folgen mussten hingenommen werden. Trotz eines Protestschreibens der Bamberger und Würzburger Bischöfe an den Kaiser im Jahr 1627, wurde die fränkische Landbevölkerung zwei Jahre später immer noch von den Durchmärschen der Truppen beeinträchtigt, von Soldaten belästigt und musste Vieh- und Weindiebstähle hinnehmen, ohne dagegen klagen zu können. Im Herbst 1631 wurde Zeil von dem schwedischen Obristen Claus Hastver eingenommen und erlitt in der Folge schwere Plünderungen. Die Stadt musste Hastvers Geldforderungen von 9320 Reichstalern nachkommen, was ihr offenbar schwerfiel, denn Hastver verlangte im November 1631 nochmals energisch das Geld. Der Obrist ließ die noch lebenden zwölf Personen, die der Hexerei beschuldigt wurden, aus den Gefängnissen holen und nach Hause schicken. Die folgenden Jahre waren von Truppendurchzügen, Plünderungen und Nahrungsmittelknappheit bestimmt. Im Jahr 1634 brach die Pest aus, die in Zeil schon 1630 für viele Todesopfer gesorgt hatte. In den folgenden beiden Jahren litt die Stadt unter schlechten Ernten und zunehmendem Hunger, der Pest und den immer noch anhaltenden Auswirkungen des Krieges. 1636 war die Zahl der Bevölkerung mehr als halbiert, die Kirche hatte keinen Geistlichen mehr, so dass der verstorbene Bürgermeister vom Schulmeister beerdigt werden musste. Die Stadt und ihre Bewohner erholten sich nur langsam von den Kriegsfolgen. Ab 1650 wurde wieder vermehrt gebaut, so zum Beispiel 1689 ein Renaissance-Fachwerkhaus von Jörg Hofmann (Hauptstraße 3).

### Nach dem Krieg
Ab 1695 ließ Lothar Franz von Schönborn in Zeil ein frühbarockes Jagdschloss errichten, das 1705 fertiggestellt wurde. Als Baumaterial dienten unter anderem Steine aus der Ruine der Burg Schmachtenberg. Die Anlage ist hufeisenförmig mit zwei doppelgeschossigen Längsflügeln und einem wegen der Hanglage dreigeschossigen Querflügel. 1713 wurde die alte Stadtpfarrkirche bis auf Chorgewölbe und Kirchturm niedergerissen und neu aufgebaut. 1732 war der Bau vollendet. Jörg Hofmann schnitzte um 1720 die Betstuhlwangen, die Deckenbemalung stammt von Johann Peter Herrlein.
Aus einer Notiz über die „Wachgroschen-Zahlpflicht“ aus dem Jahr 1731 lassen sich ungefähr 800 Einwohner ableiten. Ihnen standen damals sieben Brunnen, drei Rad- und zwei Schwenkbrunnen, sowie zwei weitere, die nicht weiter beschrieben sind, zur Verfügung. Der zunehmende Wohlstand wurde 1730 durch eine Viehseuche gebremst, die große Lücken in die Viehbestände riss. 1739 und 1740 folgten Missernten und es entwickelte sich eine Inflation. 1742 kam es abermals zu einer in ganz Franken wütenden Viehseuche. In diesem Zusammenhang wurde erstmals eine Apotheke in Zeil urkundlich erwähnt. Die Stadt wuchs weiter und anhand einer für das bischöfliche Kastenamt bestimmten Liste über die Zahl der Schornsteine, für die jeweils eine Gebühr fällig war, errechnet sich für die 1740er Jahre eine deutlich gewachsene Einwohnerzahl von circa 1000 in schätzungsweise 250 Familien.

### Französische Revolution und Übergang an Bayern
Im Juli 1796 kam es im Maintal zu Kampfhandlungen zwischen der französischen Revolutionsarmee unter der Führung von Jean-Baptiste Jourdan und österreichischen Verbänden. In Zeil wurde ein Lazarett eingerichtet und es herrschte reger Verkehr zwischen der Feldbäckerei der Österreicher in Hallstadt und Zeil. Als die französischen Truppen gen Nürnberg drängten, zogen sich die deutschen Verbände zurück und Zeil wurde am 2. August 1796 von den Franzosen eingenommen. Dabei kam es zu keinen ernsthafteren Kampfhandlungen. Die Franzosen zogen bald weiter in Richtung Bamberg und kamen erst auf dem Rückzug nach der Niederlage bei Amberg für eine Nacht wieder nach Zeil.
1803 fiel Zeil durch die Säkularisation dem Kurfürstentum Bayern zu und gehörte nun zum Herrschaftsbereich der Wittelsbacher. Nur zwei Jahre später wurde das Gebiet im Rahmen des Friedens von Pressburg von Bayern abgetrennt und gehörte ab 1805 als Teil des Großherzogtums Würzburg dem österreichischen Erzherzog Ferdinand von Salzburg-Toscana.
1806 beherbergte Zeil abermals französische Truppen von Napoleons Preußenfeldzug. Die Verköstigung und Unterbringung verursachten Kosten in Höhe von 2141 Gulden und 32 Kreuzern für die Stadt Zeil, die die Stadtoberen dazu zwangen, ein Darlehen in Höhe von 1865 Gulden aufzunehmen. 1813 führte Napoleon abermals seine Truppen nach Deutschland und wieder nahmen französische Truppenteile in Zeil Quartier in Anspruch. Bis November 1815 machten immer wieder verschiedene Truppenverbände in der Stadt und der näheren Umgebung Rast, zum Beispiel vom 25. Mai bis 16. Juni 1815 die 3. Armeedivision der kaiserlich russischen Armee. Die Verpflegung des Generals und seines Stabes kostete die Zeiler Bürger mehr als 407 Gulden. Im Sommer 1814 fiel ein großer Teil Frankens endgültig dem Land Bayern zu.

### 19. Jahrhundert bis Erster Weltkrieg
Zeil gab im Rahmen neu geschaffener Gemeindeordnungen nach dem Ende der Freiheitskriege seinen Stadtstatus zunächst auf und wurde eine Landgemeinde, behielt aber das Marktrecht. Im Rathaus wurden durch die dezimierte Verwaltung Räume frei, in die vorübergehend die Schule einzog. In zwei Klassen wurden 1825 189 Kinder von zwei Lehrern unterrichtet. Ebenso wurde nach der neuen Gemeindeordnung das Schönborn’sche Jagdschloss, das nur kurz als solches gedient hatte, 1818 vom Kastenamt in ein königliches Finanzamt umgewandelt. 1852 wurde Zeil an das Schienennetz angeschlossen, der Zug fuhr zunächst nur bis Bamberg oder bis Schweinfurt, die weitere Strecke in Richtung Würzburg wurde noch ausgebaut. Um diese Zeit gab es in Zeil rege handwerkliche und erste industrielle Betriebe. Die Zeiler arbeiteten in den umliegenden Steinbrüchen, es gab eine Pappmaché-Fabrik und es wurde Pottasche gesammelt, eventuell bestimmt für die Glashütte in Neuschleichach. Ende der 1880er Jahre wurde an der Bahnstrecke eine große Weberei der Aktiengesellschaft Erba gebaut, die 1895 bereits 185 Personen beschäftigte. Bis 1900 errichtete die Erba zwei Wohnhäuser mit insgesamt 30 Wohnungen für ihre Mitarbeiter in unmittelbarer Nähe der Fabrik in der Sander Straße. Am 5. März 1911 würde die Prinzeregent-Luitpoldbrücke über den Main eröffnet. 1912 fuhren die ersten Kettenschiffe an Zeil vorbei, „Maakuh“ (Mainkuh) genannt. Im Ersten Weltkrieg hatte die Stadt 50 Tote zu beklagen, von denen neun aus Schmachtenberg und 17 aus Ziegelanger waren.

### Zweiter Weltkrieg und Nachkriegszeit
1927 gründete sich in Zeil die NSDAP-Ortsgruppe. Im Zweiten Weltkrieg wurde Zeil vorübergehend Herberge für flüchtende Menschen aus den bombardierten Städten, vor allem des Ruhrgebiets. In der Weberei wurden dann Zündkerzen hergestellt. Im August 1940 wurde das Maintal erstmals bombardiert, die Flieger versuchten, die Bahnstrecke bei Ebelsbach zu zerstören. Zeil verschärfte daraufhin die Vorschriften zur nächtlichen Verdunkelung. Bei den Bombardements der umliegenden Dörfer und Städte und der Bahnstrecke Bamberg–Rottendorf kamen einzelne Bürger Zeils um Leben, Zeil selbst wurde jedoch nur einmal Opfer eines Bombenangriffs. Am 10. April 1945 beschoss zunächst die Besatzung eines Aufklärungsflugzeugs eine vor der Brauerei Göller versammelte Menschenmenge. Ein Jugendlicher wurde dabei leicht verletzt. Gegen 18 Uhr warfen fünf bis sechs amerikanische Flugzeuge Stab- und Phosphorbomben über Zeil ab. Zwei Personen wurden bei dem Angriff verletzt, ungefähr 70 Gebäude teilweise oder völlig zerstört.
Am Mittag des 12. April sprengten Mitglieder des Volkssturms angesichts der nahenden amerikanischen Verbände die Mainbrücke zwischen Zeil und Sand am Main. Die amerikanische Artillerie belegte die Stadt mit Streufeuer. Dabei kamen eine polnische Zwangsarbeiterin und ein deutscher Soldat ums Leben. Die Granaten richteten weitere Schäden an Wohn- und Nebengebäuden an. Am Nachmittag des 12. April wurde die Stadt vom Bürgermeister an die Amerikaner übergeben. Die Stadt hatte insgesamt 210 tote oder vermisste Bürger Zeils.
Im Oktober 1946 wurde die wiederaufgebaute Mainbrücke für den Verkehr freigegeben, im Spätsommer 1959 begann der Bau der Zuckerfabrik, die zeitweise zwischen 1000 und 2000 Menschen beschäftigte. Das 1965 eröffnete Milewski-Möbelwerk Zeil KG beschäftigte 1969 bereits über 300 Menschen. 1965 legte die Stadt Zeil mit dem Hainfriedhof eine neue Begräbnisstätte an. Im selben Jahr wurden die Bauarbeiten an der 1,6 Millionen DM teuren Hauptschule beendet.
Die Zuckerfabrik stellte 2001 den Betrieb ein, wurde 2004 teilweise demontiert und in Aserbaidschan wieder in Betrieb genommen.

### Eingemeindungen
Als erster Ort wurde Bischofsheim zum 1. Januar 1968 eingemeindet, es folgte Ziegelanger am 1. Juli 1971. Am 1. Januar 1972 wurde Schmachtenberg ein Teil der Stadt Zeil. Krum und Sechsthal folgten am 1. Januar 1978.

## Bevölkerung

### Einwohnerentwicklung
Die Einwohnerzahlen der Stadt blieben in den letzten Jahren konstant. Die Einwohnerzahlen vor 1840 ergeben sich aus erhaltenen Urkunden und Dokumenten oder sind Schätzungen.
| Jahr    | Einwohner | Nachweis      |
| ------- | --------- | ------------- |
| um 1350 | ca. 250   | [ 10 ]        |
| 1731    | ca. 800   | [ 20 ]        |
| 1840    | 2233      | [ 42 ]        |
| 1871    | 2395      | [ 42 ]        |
| 1900    | 2689      | [ 42 ]        |
| 1925    | 3190      | [ 42 ]        |
| 1939    | 3591      | [ 42 ]        |
| 1950    | 4964      | [ 42 ]        |
| 1961    | 5297      | [ 42 ] [ 41 ] |
| 1970    | 5942      | [ 42 ] [ 41 ] |
| 1987    | 5684      | [ 42 ]        |

| Jahr | Einwohner | Nachweis |
| ---- | --------- | -------- |
| 1991 | 6019      | [ 42 ]   |
| 1995 | 6156      | [ 42 ]   |
| 1999 | 6062      | [ 42 ]   |
| 2002 | 6025      | [ 42 ]   |
| 2005 | 5924      | [ 42 ]   |
| 2008 | 5726      | [ 42 ]   |
| 2011 | 5574      | [ 42 ]   |
| 2014 | 5575      | [ 42 ]   |
| 2016 | 5594      | [ 43 ]   |
| 2017 | 5564      | [ 44 ]   |

Einwohnerentwicklung von 1350 bis 2014

Im Zeitraum 1988 bis 2018 sank die Einwohnerzahl von 5723 auf 5561 um 162 Einwohner bzw. um 2,8 %. 1996 hatte die Stadt 6184 Einwohner.
Quelle: BayLfStat

Stadtteile
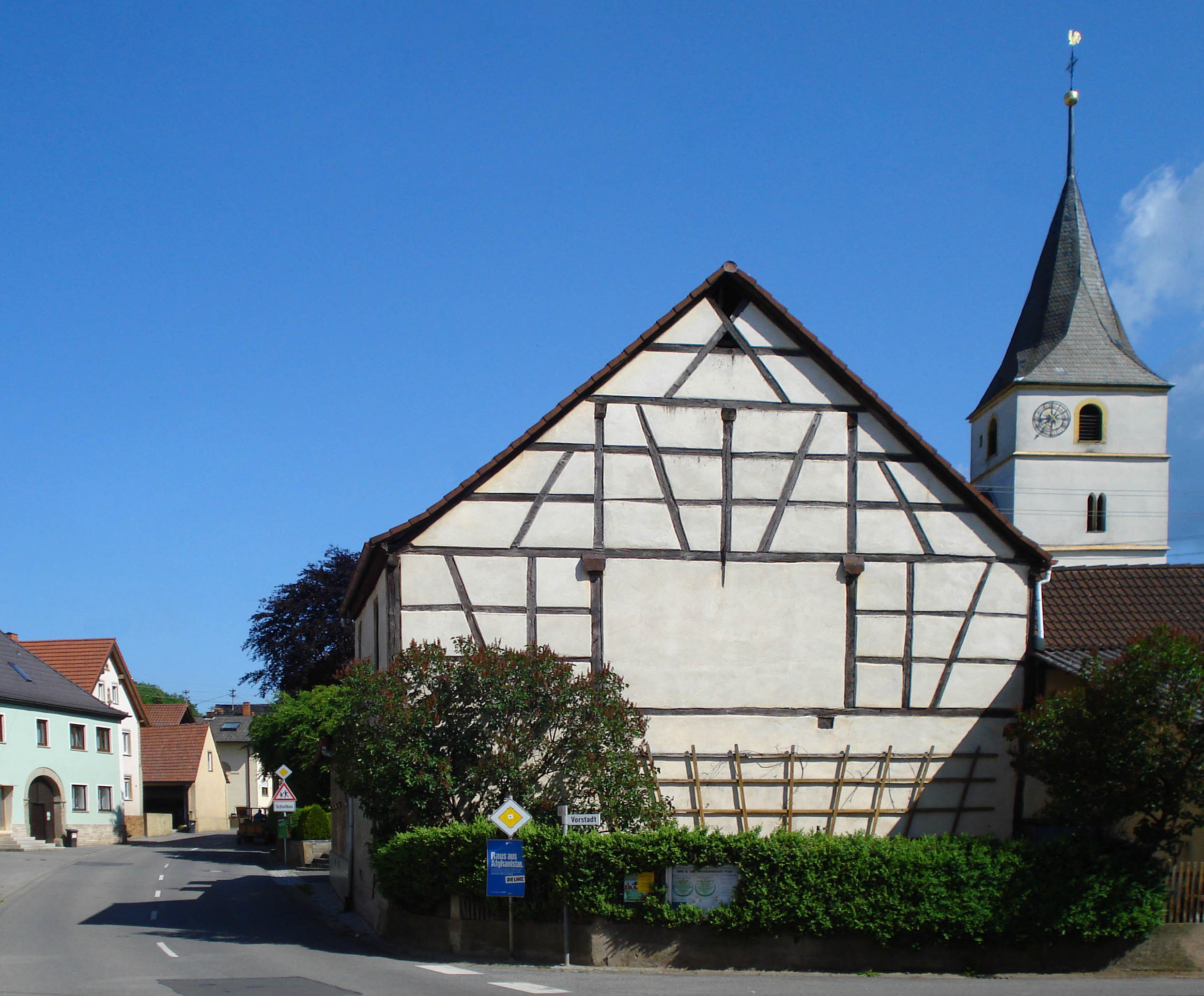
Krum
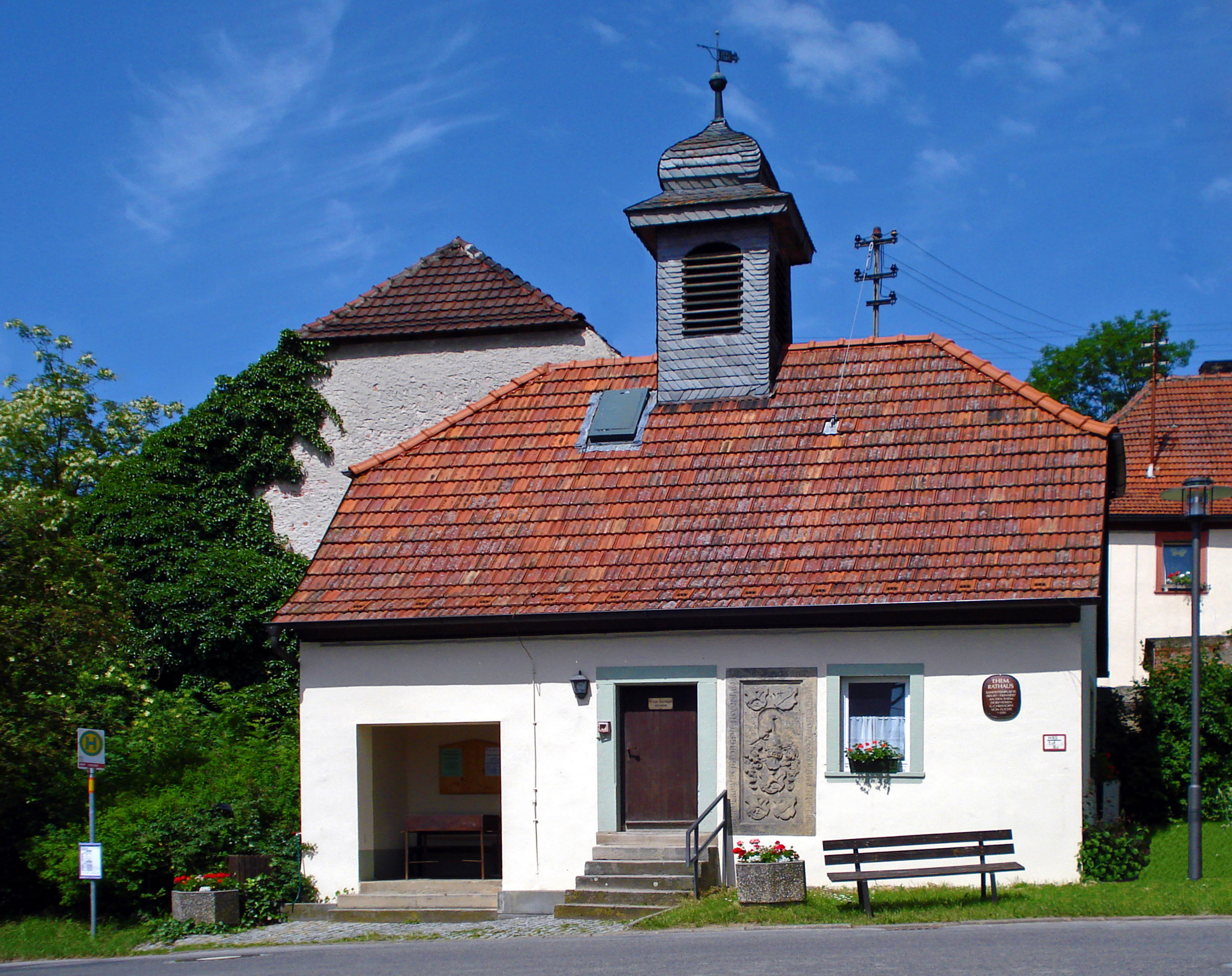
Bischofsheim
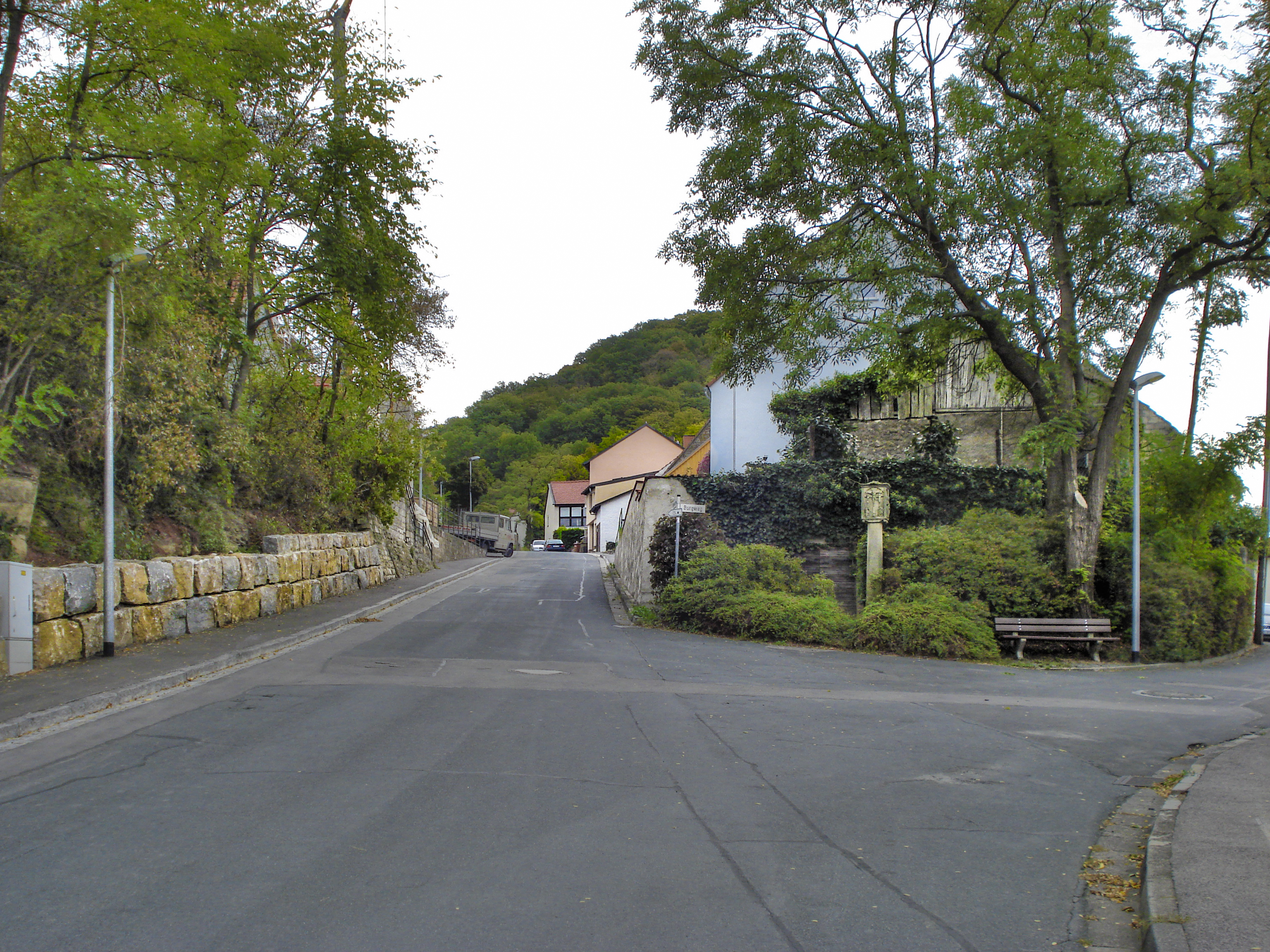
Schmachtenberg
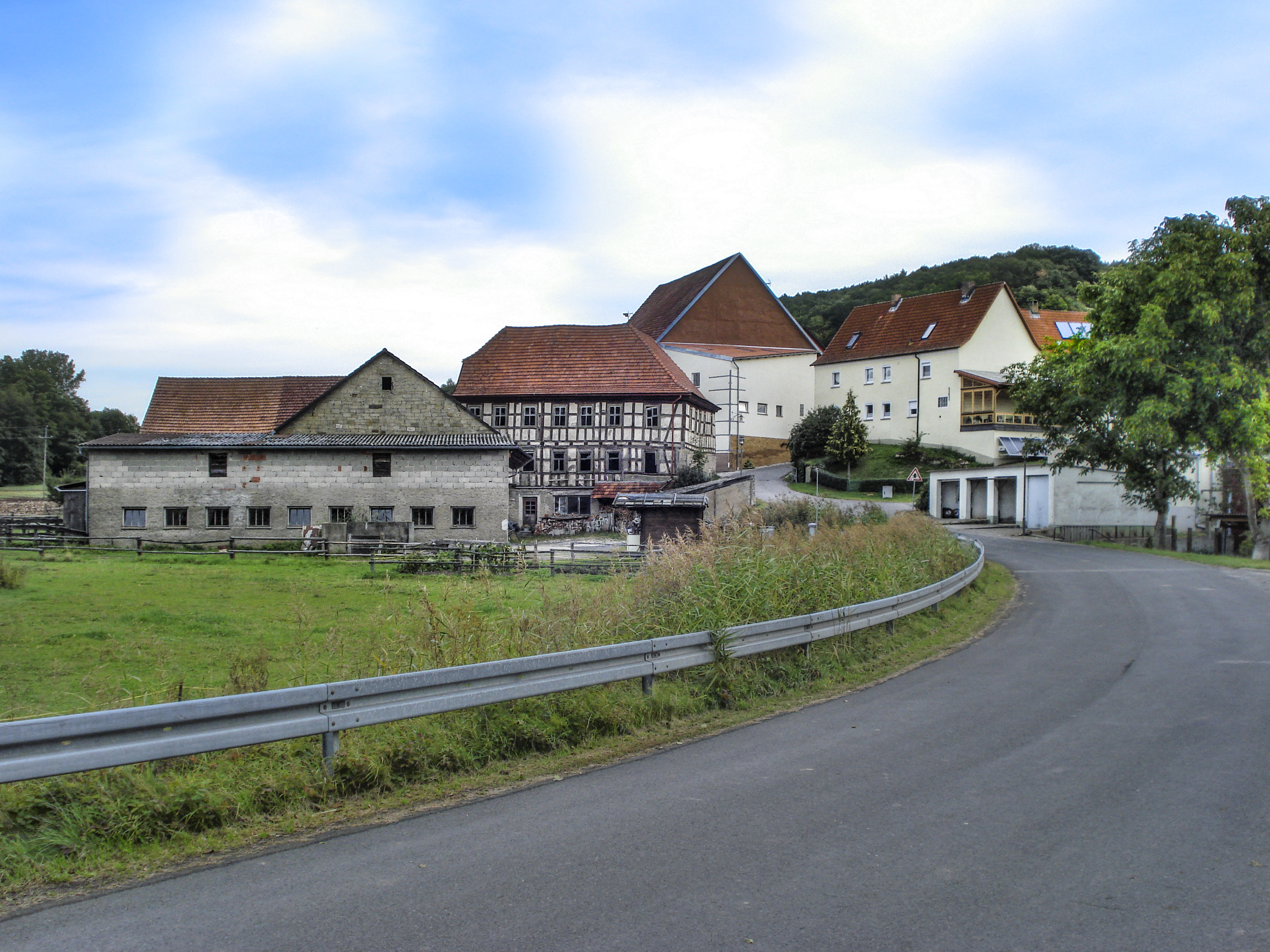
Sechsthal
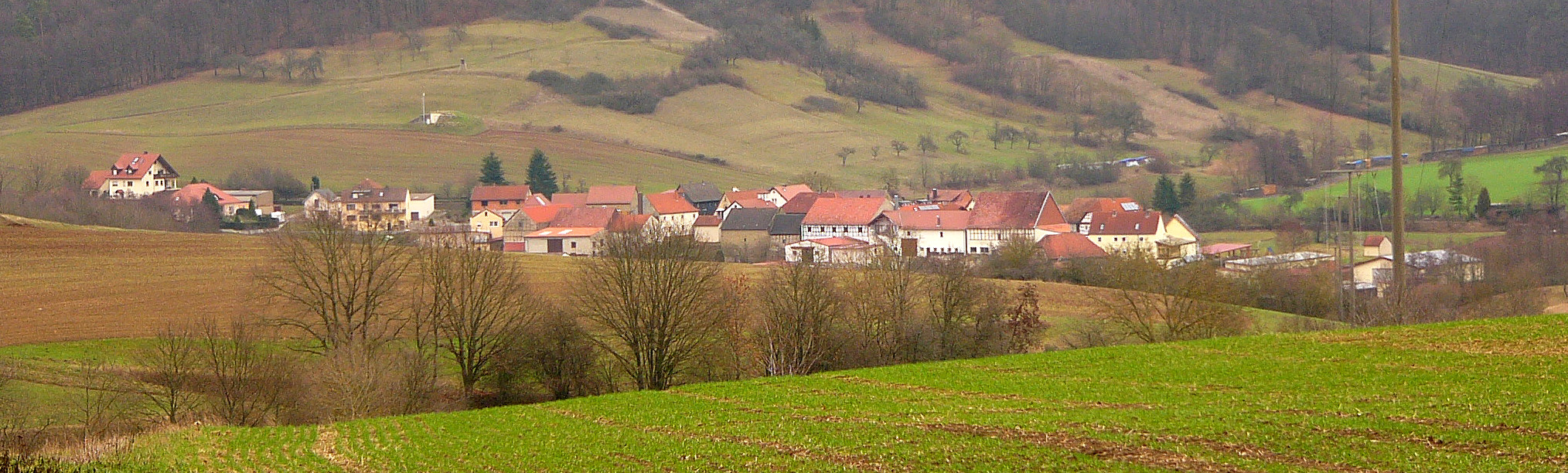
Ortsteil Sechsthal
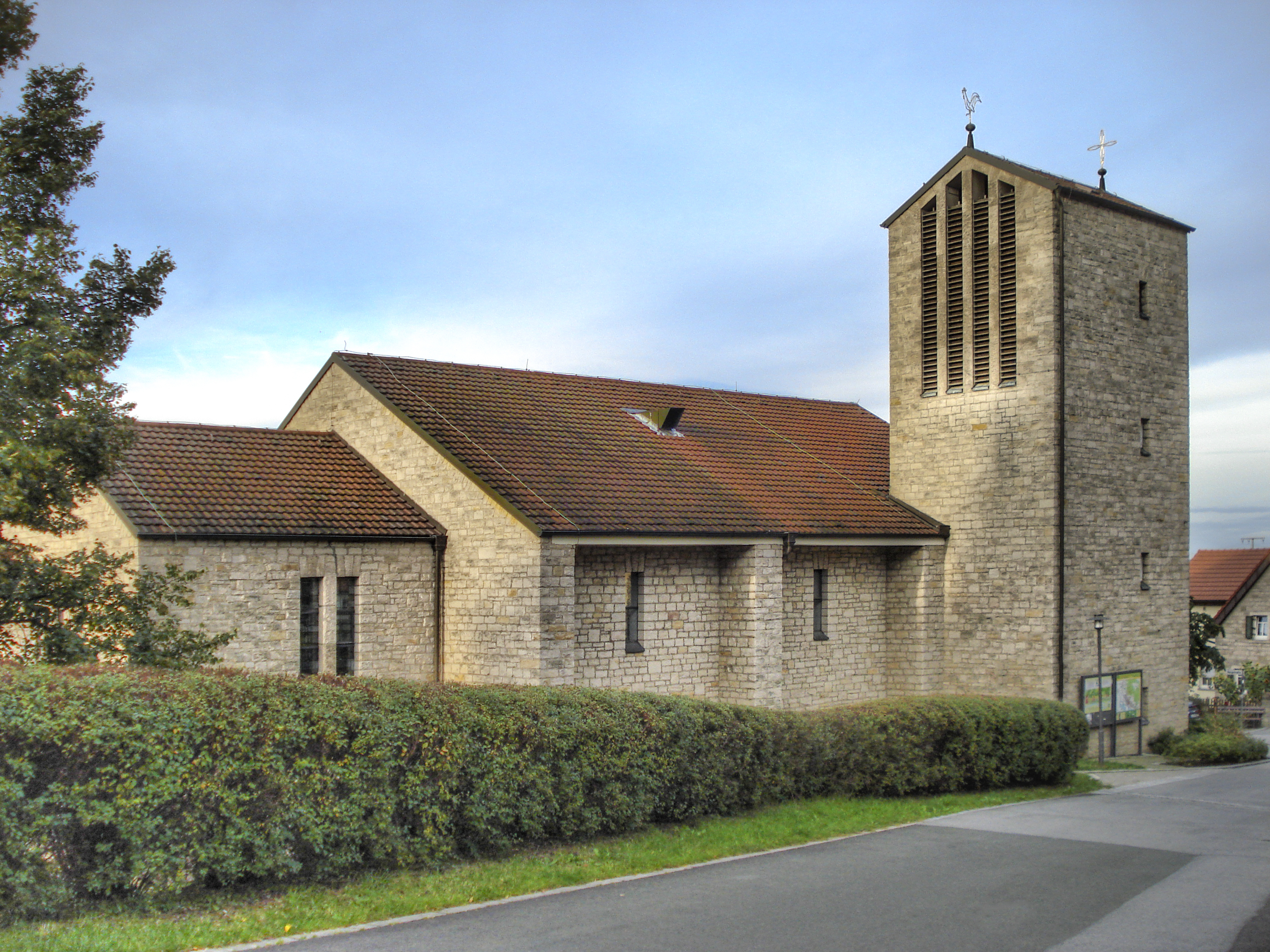
Ziegelanger

## Politik

### Stadtrat
Die Kommunalwahlen seit 2008 führten zu folgenden Sitzverteilungen im Stadtrat:
| Wahljahr | CSU | SPD | ÜZL* | Sitze gesamt |
| 2020     | 8   | 6   | 6    | 20           |
| 2014     | 8   | 7   | 5    | 20           |
| 2008     | 8   | 7   | 5    | 20           |

* Überparteiliche Zeiler Liste

### Bürgermeister
Unter den ersten namentlich erwähnten Bürgermeistern der Stadt Zeil befinden sich in überlieferten Dokumenten unter anderem Hans Stark, Bürgermeister um 1580 und Hans Gruber, Bürgermeister um 1600. Johann Langhans, Bürgermeister von 1623 bis zu seinem Tod auf dem Scheiterhaufen im Jahr 1628, widmeten die Zeiler eine Straße. Aufzeichnungen gibt es auch über den Bürgermeister Adam Oswald, der im Frühsommer 1632 bei einer Handgreiflichkeit so schwer verletzt wurde, dass er noch im gleichen Jahr an den Folgen verstarb. In einer Bürgermeisteramtsrechnung von 1704 wurde Johann Stubenrauch als Oberbürgermeister genannt, der für diese Tätigkeit laut der Ausgabenaufstellung mit 10 Gulden im Jahr entlohnt wurde. Der Bürgermeister mit der längsten Amtszeit, Rudolf Winkler, stand der Stadt 32 Jahre vor. Zeil ehrte Winkler mit der Ehrenbürgerschaft und dem Rudolf-Winkler-Haus, in dem sich die Stadtbibliothek befindet.
Bei der Bürgermeisterwahl 2010 kam es zu einer Stichwahl zwischen Amtsinhaber Christoph Winkler von der Überparteilichen Zeiler Liste (erster Wahlgang: 36,7 %) und Thomas Stadelmann von der SPD (47,4 %), nachdem Bernhard Hager (CSU) mit 15,9 % der Stimmen ausgeschieden war. Die Stichwahl gewann der Herausforderer Stadelmann mit 60,21 %. Sein Amt trat er am 1. Mai 2010 an. 2014 und 2020 wurde er mit knapp 96 bzw. knapp 89 % der Stimmen ohne Gegenkandidaten wiedergewählt.
Die Stadtoberhäupter seit 1799

Franz Burger, Bürgermeister von 1881 bis 1906

| - 1799–1805: Martin Pottler - 1806–1809: Kaspar Pottler - 1809–1818: Kaspar Zehe - 1818–1820: Kaspar Pottler - 1820–1822: Wilhelm Jungermann - 1822–1824: Valentin Göller - 1824–1829: Nikolaus Kiehl - 1829–1832: Heinrich Popp - 1832–1836: Johann Schäder - 1836–1844: Kaspar Zehe - 1844–1849: Adam Kraus - 1849–1862: Kaspar Jungermann - 1862–1881: Johann Mantel - 1881–1906: Franz Burger (Deutsche Zentrumspartei) | - 1906–1919: Adam Kraus - 1919–1926: Nikolaus Drebinger - 1926–1932: Oskar Winkler - 1932–Juni 1937: Baptist Geisel - Juli 1937–Oktober 1937: Heinrich Bergmann - November 1937 bis 16. Mai 1938: Josef Ehrle - 17. Mai 1938–?: Josef Eyrich - ?–April 1945: M. Weinig (kommissarisch) - April 1945–Oktober 1945: Georg Popp (CSU) - Oktober 1945–1948: Michael Waldhäuser (CSU) - 1948–1980: Rudolf Winkler (Überparteiliche Zeiler Liste) - 1980–1992: Erich Geßner (CSU) - 1992–2010: Christoph Winkler (Überparteiliche Zeiler Liste) - seit Mai 2010: Thomas Stadelmann (SPD) |

### Wappen
| | Blasonierung: „In Gold ein mit einer silbernen Schrägleiste überdeckter, rot bewehrter schwarzer Löwe, links oben beseitet von einer aufrechten roten Fischangel“ |
| Wappengeschichte: Zeil a. Main war einst fränkisches Königsgut und kam im 11. Jahrhundert durch Tausch an das Bistum Bamberg, das hier eine Vogtei, ein Halsgericht und ein Kastenamt einrichtete. Eine Stadtrechtsverleihung ist nicht bekannt, 1383 wird Zeil erstmals als Stadt genannt. Siegel sind durch Abdrucke seit der Mitte des 15. Jahrhunderts überliefert. In diesen und allen späteren Siegeln steht der Bamberger Hochstiftslöwe als Hinweis auf den einstigen Stadtherrn. Zur Unterscheidung vom Hochstiftswappen wurde schon früh eine Fischangel in das Stadtsiegel aufgenommen. Dieses Symbol ist dem Wappen des Bamberger Bischofs Lamprecht von Brunn (1347 bis 1399) entnommen, der als Stadtgründer gilt. Seit dem 17. Jahrhundert fehlt dieses Beizeichen. 1819 wurde das Wappen geändert. Der Schild war nun schräg geteilt von Silber und Blau. Hinweise auf einstige Herrschaftsinhaber waren zu dieser Zeit nicht erwünscht. Die Wiederannahme des alten Wappens ohne Beizeichen erfolgte bereits um 1837. In der Bürgermeistermedaille des 19. Jahrhunderts reitet der Bamberger Löwe auf der Schrägleiste, eine seit dem 17. Jahrhundert auftauchende Variante des Bamberger Hochstiftslöwen, der so genannte Stangenreiter. Die Fischangel wurde 1994 wieder in das Stadtwappen aufgenommen. | |

### Patenschaft
1972 wurde die Patenschaft für die vertriebenen Sudetendeutschen aus der Stadt und dem Landkreis Römerstadt im Altvatergebirge übernommen.

## Religion

### Christentum
Der erste christliche Kirchenbau in Zeil ist für den Übergang vom 12. zum 13. Jahrhundert belegt. Die Kirche war Johannes dem Täufer geweiht, zu einem unbekannten Zeitpunkt wurde das Patrozinium auf St. Michael geändert. 1448 wurde die Heilig-Kreuz-Kapelle am Stadtrand geweiht. Auf dem Kapellenberg über der Stadt ist für Anfang des 18. Jahrhunderts eine Muttergotteskapelle belegt. Am Pfingstmontag 1894 wurde der Grundstein für die heutige Bergkapelle gelegt.
Im Zuge der Reformation übernahmen viele Zeiler das evangelische Bekenntnis. Der damalige Stadtpfarrer war ein Anhänger Luthers, wurde vom Hochstift Bamberg aus Zeil entfernt und durch Heinrich Hertenstein ersetzt, der die Zeiler Bürger wieder zum Katholizismus führen sollte. Pfarrer Hertenstein stellte sich dabei aber offenbar nicht besonders geschickt an, so dass es im Oktober 1523 zu einer Art Aufruhr in Zeil kam, in dessen Folge der Pfarrer in Schutzhaft genommen werden musste. Die Zahl der Angehörigen des evangelischen Bekenntnisses nahm in den folgenden Jahrhunderten wieder ab, für die 1840er Jahre sind fünf evangelische Einwohner belegt. 1970 wohnten 4927 Angehörige der römisch-katholischen und 949 Mitglieder der evangelisch-lutherischen Kirche (einschließlich der evangelischen Freikirchen) in Zeil.
Heute bildet Zeil mit Sand am Main, Krum und Ziegelanger die katholische Pfarreiengemeinschaft Am Weinstock Jesu. Die evangelischen Christen gehören zum Dekanat Rügheim und haben seit 1924 mit der Himmelfahrtskirche in Zeil ihr eigenes Gotteshaus. 2010 lebten rund 1300 evangelische Christen in Zeil.

### Judentum
Erste jüdische Einwohner sind für das 14. Jahrhundert belegt, 1684 wurden sie in Bürgerratsprotokollen erstmals namentlich genannt. In der Speiergasse befand sich ein Bethaus, das 1854 von dem Neubau einer Synagoge mit jüdischer Schule und einem rituellen Bad im Kellergeschoss ersetzt wurde. 1813 lebten 31 Juden in der Stadt, vor der Auswanderungswelle nach Amerika Mitte des 19. Jahrhunderts hatte die jüdische Gemeinde in Zeil circa 70 Mitglieder. 1920 wurde die Gemeinde aufgelöst und die wenigen verbliebenen Zeiler Juden der Haßfurter Gemeinde angeschlossen. 1938 gab es noch drei Personen jüdischen Glaubens in Zeil, Anfang 1942 lebte als letzter jüdischer Mitbürger nur noch der Viehhändler Alfred Silbermann in der Stadt. Silbermann wurde im September 1942 zunächst ins Ghetto Theresienstadt und anschließend in das KZ Auschwitz deportiert, wo er vermutlich ermordet wurde. Dem Holocaust fielen mindestens sechs in Zeil geborene oder dort längere Zeit lebende Juden zum Opfer. Die ehemalige Synagoge befindet sich seit der Auflösung der jüdischen Gemeinde in Privatbesitz und dient heute als Wohnhaus. Eine Tafel an der Hauswand erinnert an die frühere Verwendung des Gebäudes.

## Kultur und Sehenswürdigkeiten

### Museen
- Das 1993 eröffnete Photo- und Filmmuseum zeigte auf 250 m² Ausstellungsfläche einen Überblick über die Geschichte von Film und Fotografie. Das Museum bestand 25 Jahre lang. Im ehemaligen Caritashaus, früher Altenpflege- und Kinderbewahranstalt, wurden über 700 Kameras und mehr als 2500 weitere Ausstellungsstücke gezeigt. In der Galerie des Museums stellten junge Fotografen und Fotoclubs ihre Werke aus.[62] Nach dem Tod von Gerhard Binder, dem Gründer und Leiter des Zeiler Museums, gingen die Bestände 2019 an das Deutsche Kameramuseum in Plech[63]
- Im November 2011 wurde das Informations- und Dokumentationszentrum zur Hexenverfolgung im Stadtturm und im Fronhaus eröffnet. Die Ausstellung im Zeiler Hexenturm befasst sich mit der Hexenverfolgung in Zeil und zeigt zahlreiche Dokumente zum Thema, darunter Auszüge aus den Tagebüchern des Bürgermeisters Johann Langhans und Protokolle über die Vernehmung der angeklagten Personen.[64]

### Bauwerke

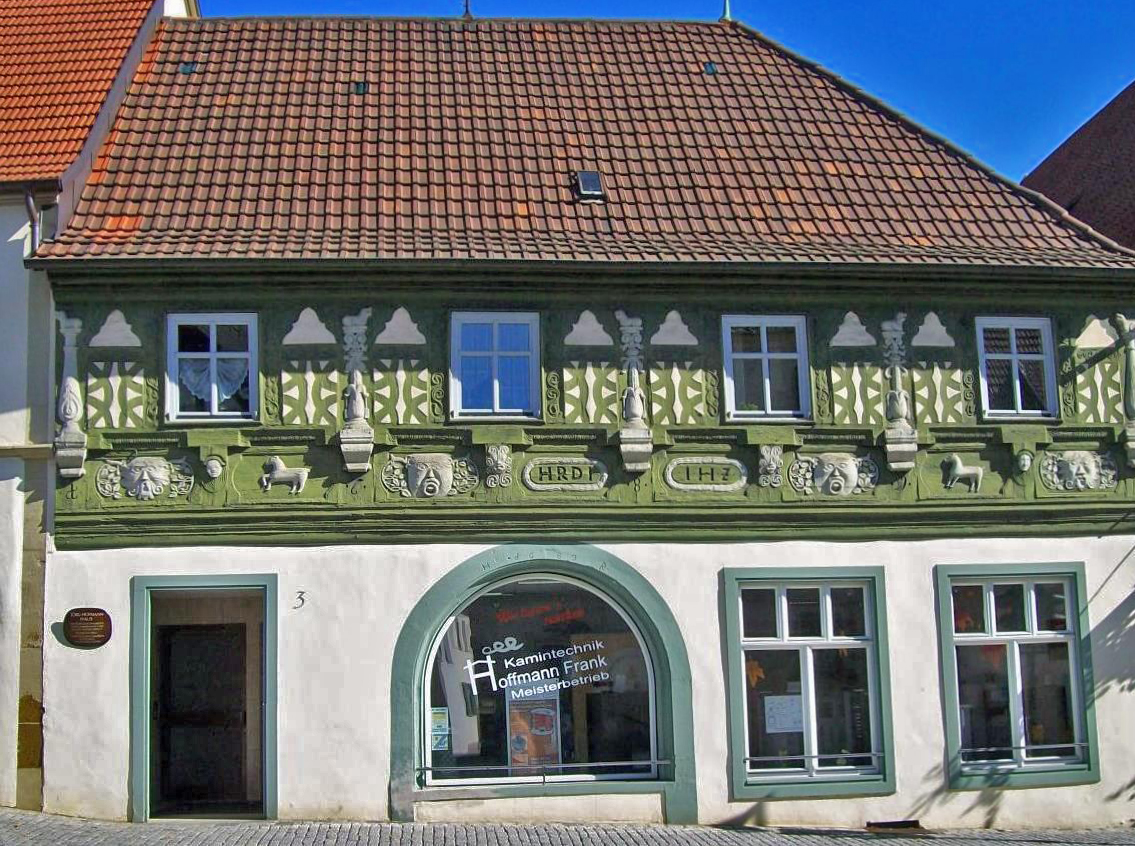
Jörg-Hofmann-Haus

- Jörg-Hofmann-Haus Das Jörg-Hofmann-Haus, Hauptstraße 3, stammt von 1689. Hofmann baute es für seinen Schwager, den Gastwirt Hans Georg Popp. Das Untergeschoss ist ein Steinbau, das Obergeschoss besteht aus reich verziertem Fachwerk. Die Dachtraufe zeigt zur Hauptstraße. In die Brüstungen schnitzte Hofmann Fratzengesichter, zwei der Gefache zieren plastisch stark hervortretende Pferde. Die Fensterpfosten wurden mit schneckenförmigen Verzierungen geschmückt, manche mit Reben und Trauben. Am Fuß der Reben sitzt jeweils eine Drossel.[65][66]
- Stadtpfarrkirche St. Michael Die Stadtpfarrkirche St. Michael steht an der höchsten Stelle des leicht abschüssig angelegten Marktplatzes. Die ältesten Bauteile der Kirche sind der gotische viergeschossige Turm und der Chor. Der den Turm abschließende Fünfknopfhelm stammt vermutlich aus dem 16. Jahrhundert. Das Barockkirchenschiff wurde von Melchior Kurtz, einem Zeiler Kunsthandwerker, erbaut. Der Grundstein belegt den Baubeginn im Jahr 1713. Bei der 1957 begonnenen Renovierung der alten Sakristei, die gegenwärtig als Taufkapelle benutzt wird, wurden gotische Fresken und Freskenreste entdeckt. Die Orgel steht auf einer doppelgeschossigen Empore, die auf drei Steinkorbbogen ruht. Das Deckengemälde von 1761 stammt von Johann Peter Herrlein. Die Kirche verfügt über vier Glocken (c-moll), darunter die sogenannte Elfuhrglocke, in die die Jahreszahl „1379“ eingraviert ist.[67] 2009 wurde eine neue Orgel eingebaut und geweiht.

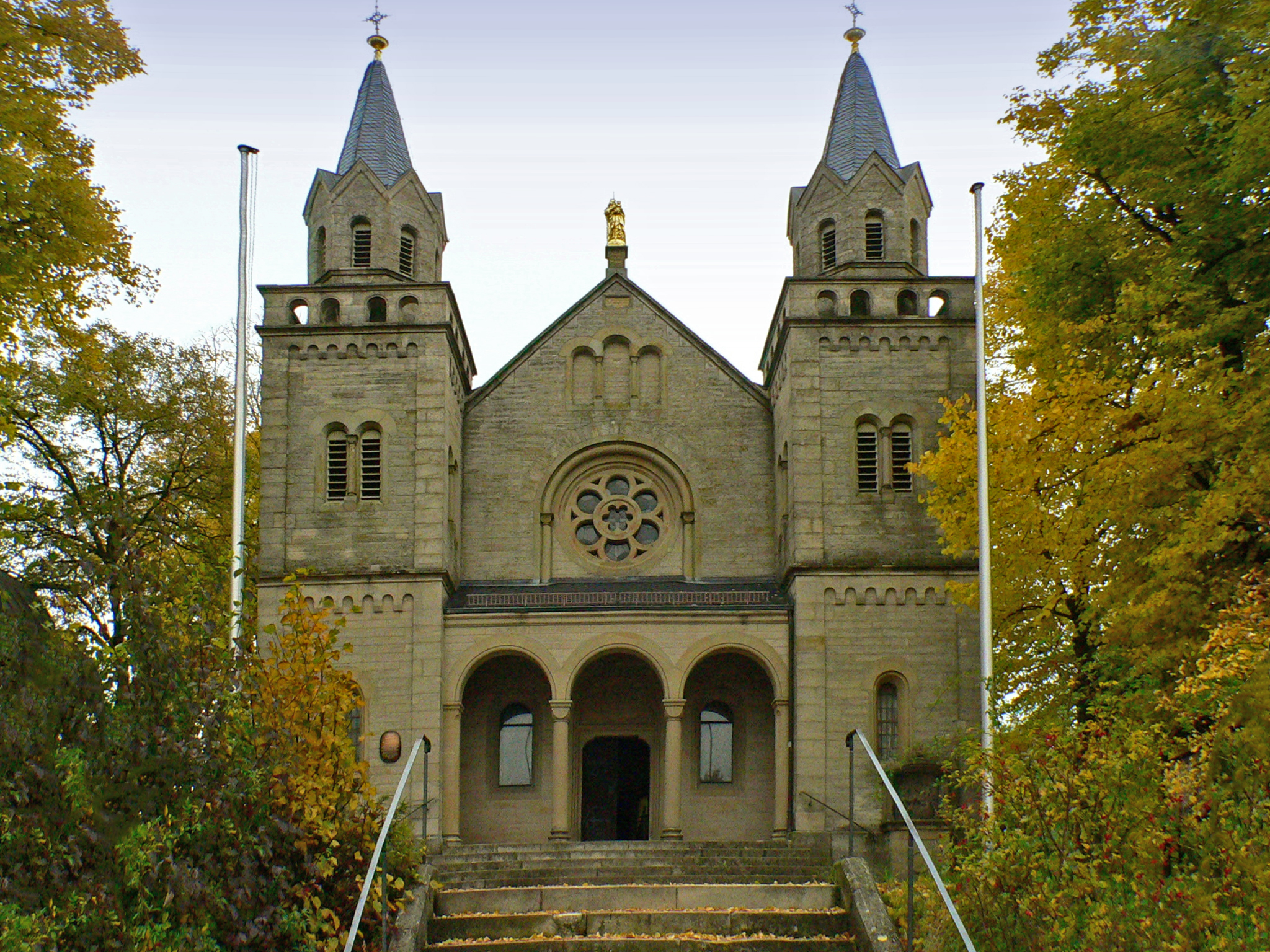
Wallfahrtskirche Zeiler Käppele' auf dem Kapellenberg

- Wallfahrtskirche Zeiler Käppele Nach dem Verfall der Burg Zeil auf dem Kapellenberg wurde Anfang des 18. Jahrhunderts eine Muttergotteskapelle auf dem Berg errichtet. 1862 veranlasste der damalige Stadtpfarrer die Renovierung der Kapelle, zwei Jahre später wurde eine Kreuzigungsgruppe aus Sandstein westlich des Kirchenbaus errichtet. 1880 wurden 14 Kreuzwegstationen auf dem Weg zum Berg erbaut und geweiht. Nach einer erneuten Renovierung und der Errichtung eines Glockenturms 1883/1884 zog die Kapelle immer mehr Pilger an, so dass der Stadtpfarrer Karl Josef Link einen Neubau im Stil der romanischen Kathedralen in Frankreich anregte. 1888 gründeten die Zeiler Bürger einen Kapellenbauverein und begannen mit der Planung und der Finanzierung. Am 14. Mai 1894 legte Link den Grundstein für die neue Wallfahrtskapelle im Stil der Neuromanik. Die nach Osten ausgerichtete Kirche verfügt über ein Langschiff und zwei Türme mit Rundbogenfenstern. Die Türme flankieren die nach außen geöffnete Vorhalle, die das dreibogige Haupteingangsportal bildet. Die Weihe war im Mai 1897. Im Ersten und Zweiten Weltkrieg wurden die Glocken konfisziert und eingeschmolzen. Nach dem Zweiten Weltkrieg mussten der linke Turm, der im Krieg durch Artilleriebeschuss schwere Schäden erlitten hatte, sowie Teile der Außenfassade renoviert werden. In den 1950er Jahren erfolgte wieder eine Restaurierung und der Anbau einer fünfeckigen Lourdes-Grotte an die Kirche. 1993 wurde vom Stadtpfarrer Östreicher für das hundertjährige Jubiläum 1997 eine neuerliche, umfangreiche Renovierung des Innen- und Außenbereichs in die Wege geleitet. So wurden die bei der Renovierung in den 1950er Jahren verschlossenen Fenster wieder geöffnet und das Kreuzgewölbe im Chorraum wiederhergestellt.[68]
- Ehemaliges Schönborn’sches Jagdschloss, heute Sitz des Finanzamtes, wohl deshalb im Volksmund auch als „Raubritterburg“ bezeichnet. Das im Auftrag von Lothar Franz von Schönborn zwischen 1695 und 1710 erbaute frühbarocke Jagdschloss ist ein dreiflügeliger, relativ schlicht gehaltener Bau. Wegen der Hanglage sind die beiden Längsflügel zweigeschossig, der Querflügel verfügt über drei Geschosse. Als Bauherr wird verschiedentlich Leonhard Dientzenhofer vermutet, belegt ist diese Annahme jedoch nicht. Der Treppenturm im Hof des ehemaligen Jagdschlosses stammt vermutlich aus dem 19. Jahrhundert.[26]
- Zur alten Freyung, alte Brauerei mit Brau- und Schankrecht seit 1514
- Historischer Marktplatz „Gute Stube“
- Historisches Rathaus (1543) mit Pranger und Bamberger Elle
- Geburtshaus von Alberich Degen (Hauptstraße 8)
- Stadtturm und Propstenhof
- Burg Schmachtenberg im Stadtteil Schmachtenberg
- Schloss Schmachtenberg im Stadtteil Schmachtenberg

Eindrücke aus der Stadt mit ihren Baudenkmälern
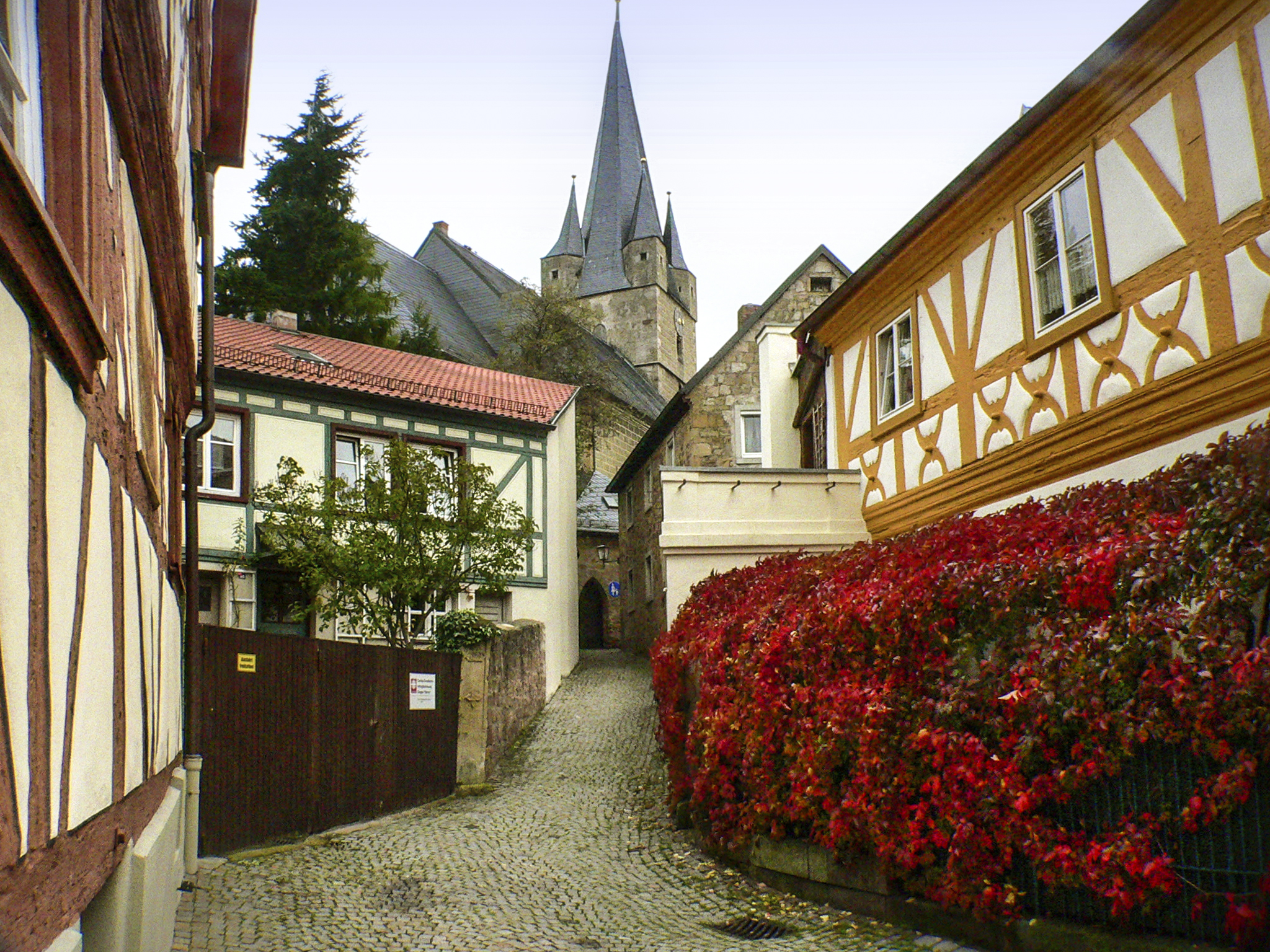
Historischer Ortskern mit St. Michael
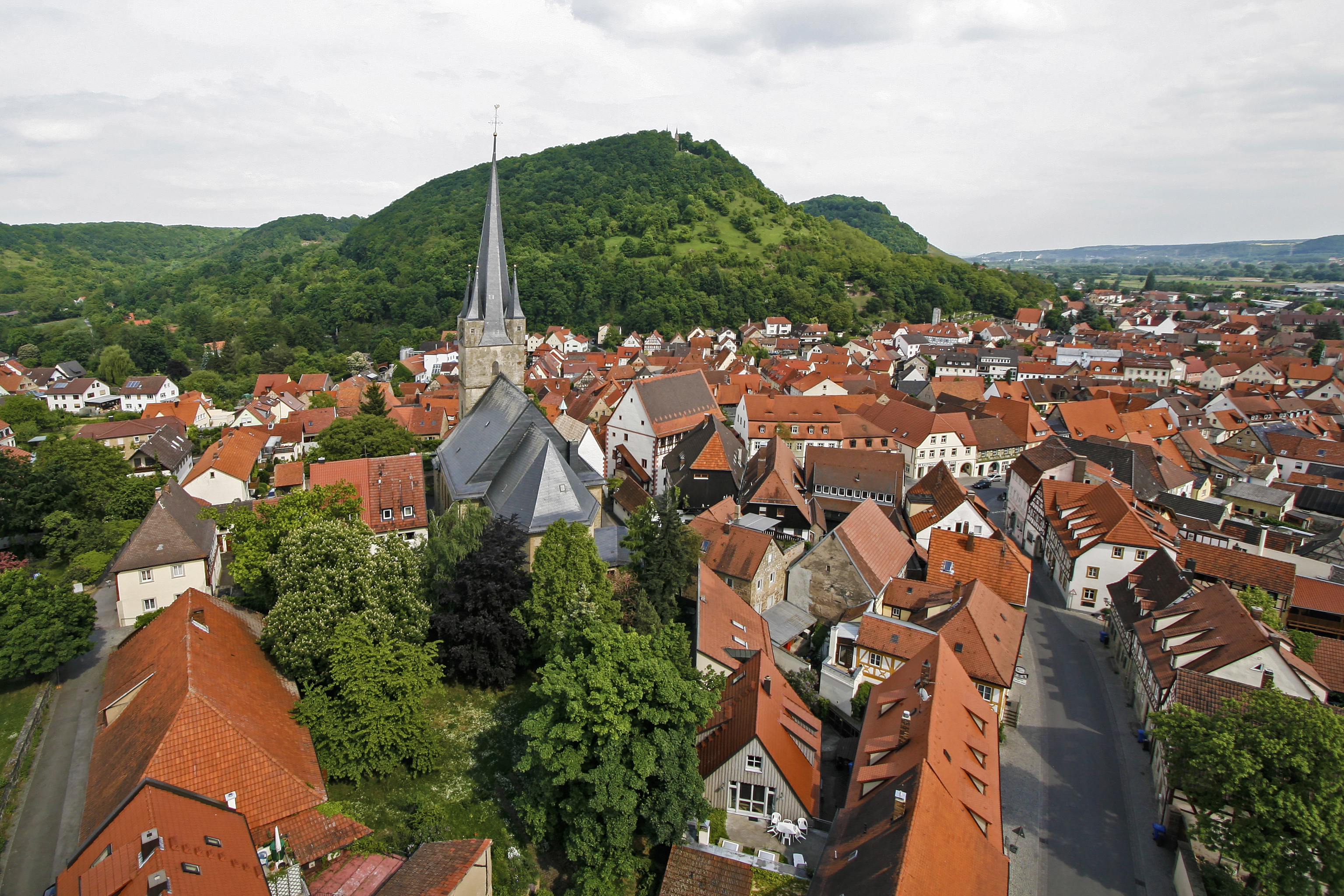
Blick vom Stadtturm auf den historischen Stadtkern mit der Stadtpfarrkirche und dem Rathaus
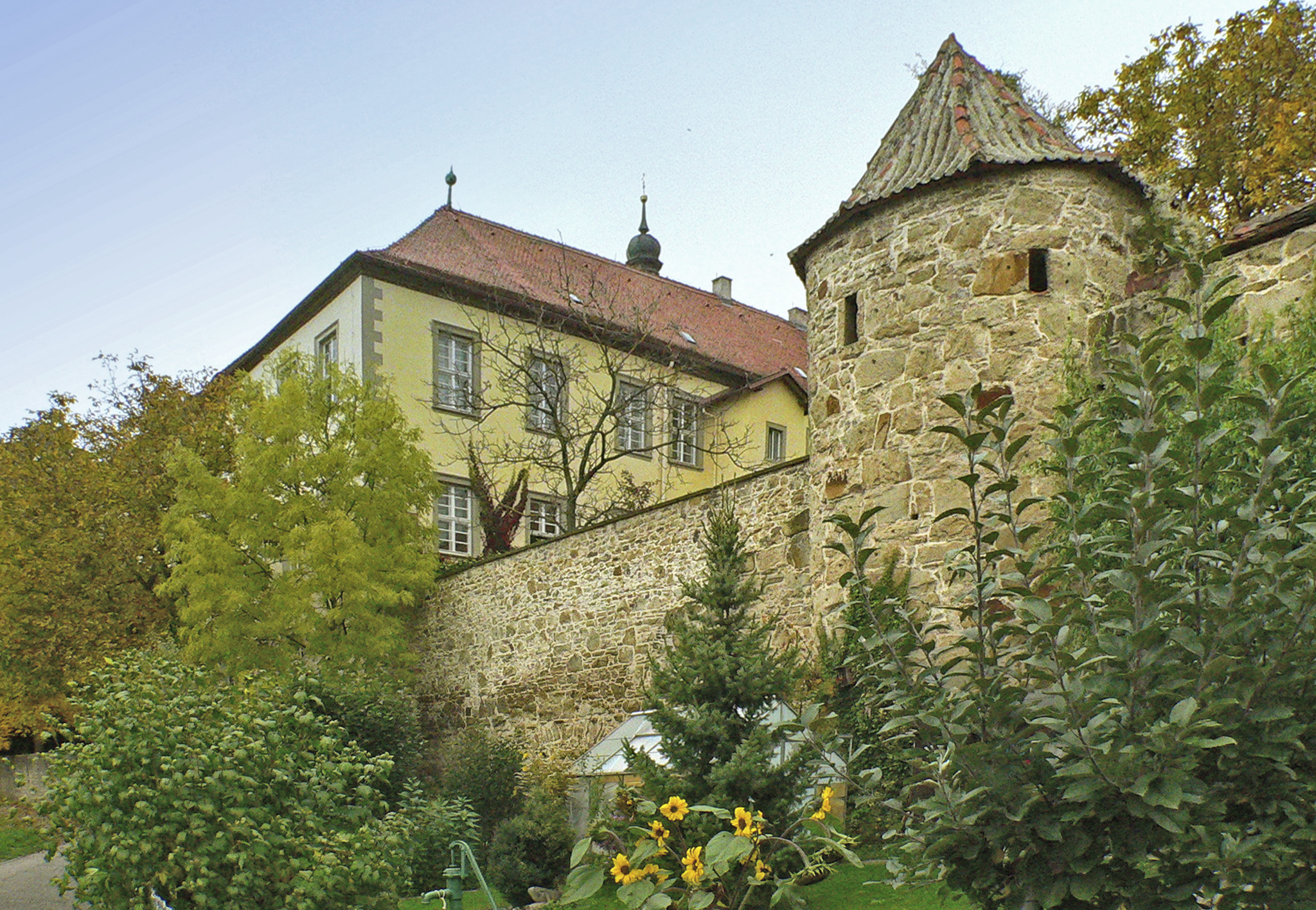
Mittelalterliche Stadtbefestigung und heutiges Finanzamt im Hintergrund
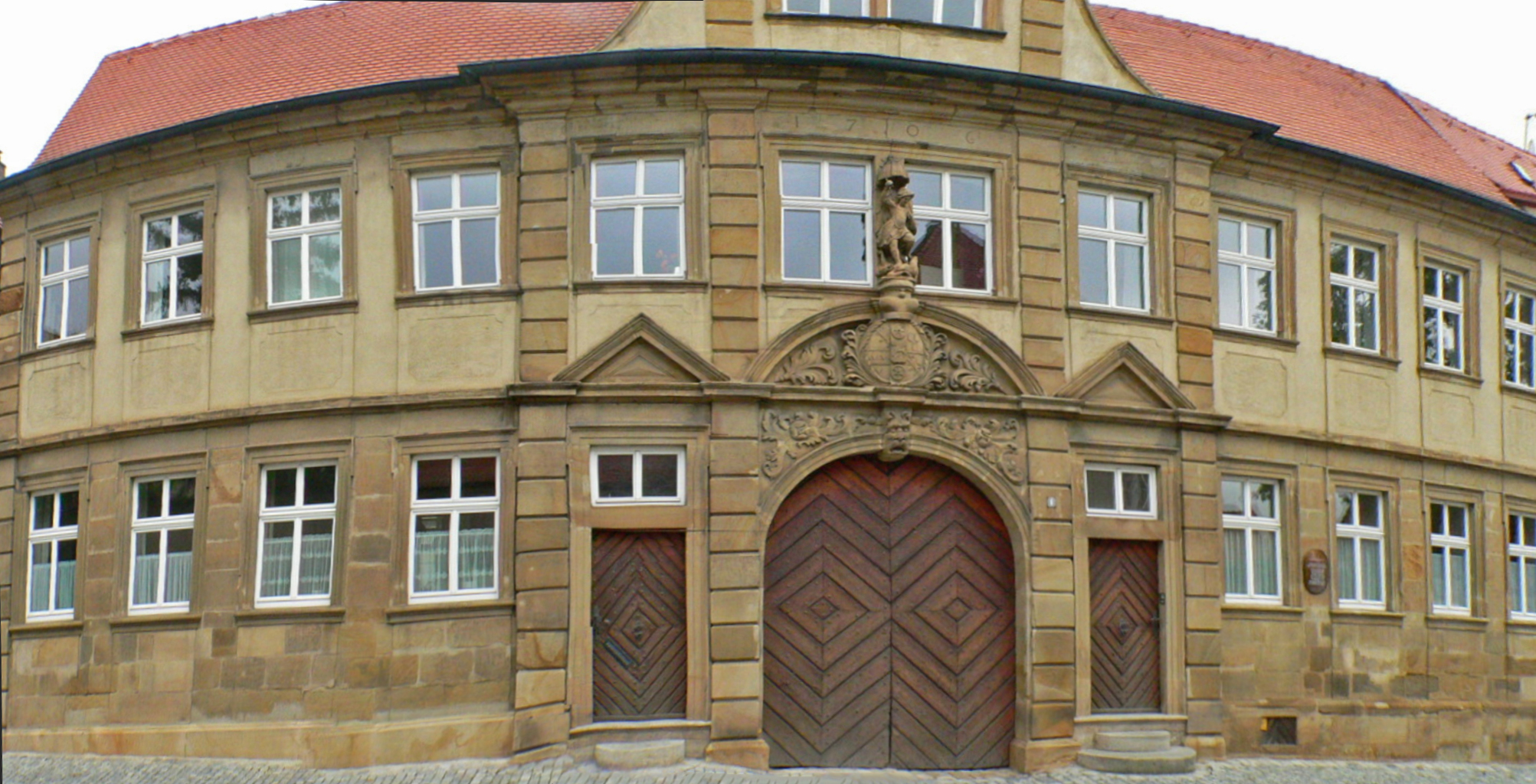
Propstenhof
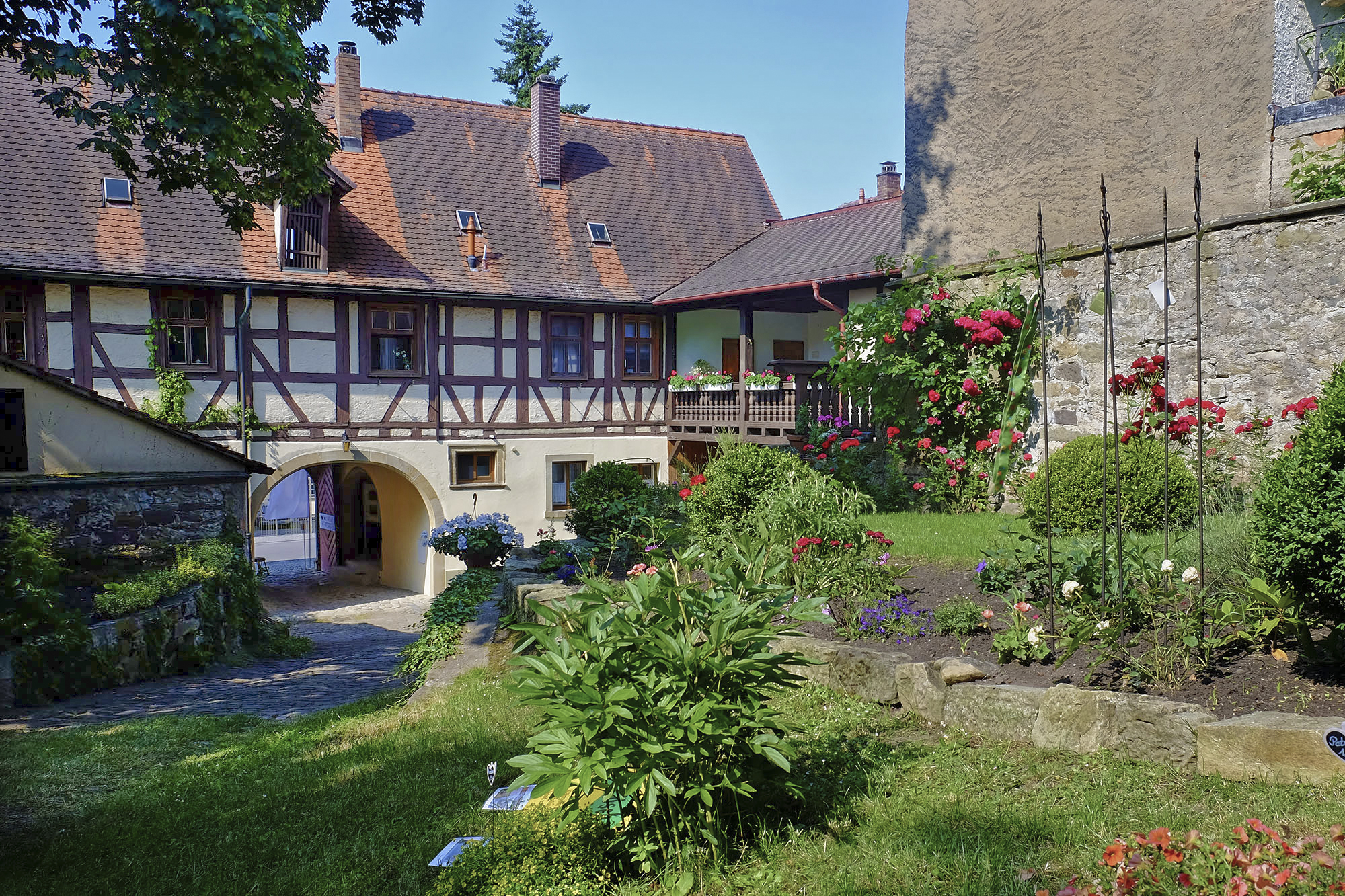
Innenansicht des Propstenhofs. Im 11. Jahrhundert Standort des Großhofs, aus dem sich später die Stadt entwickelt hat.
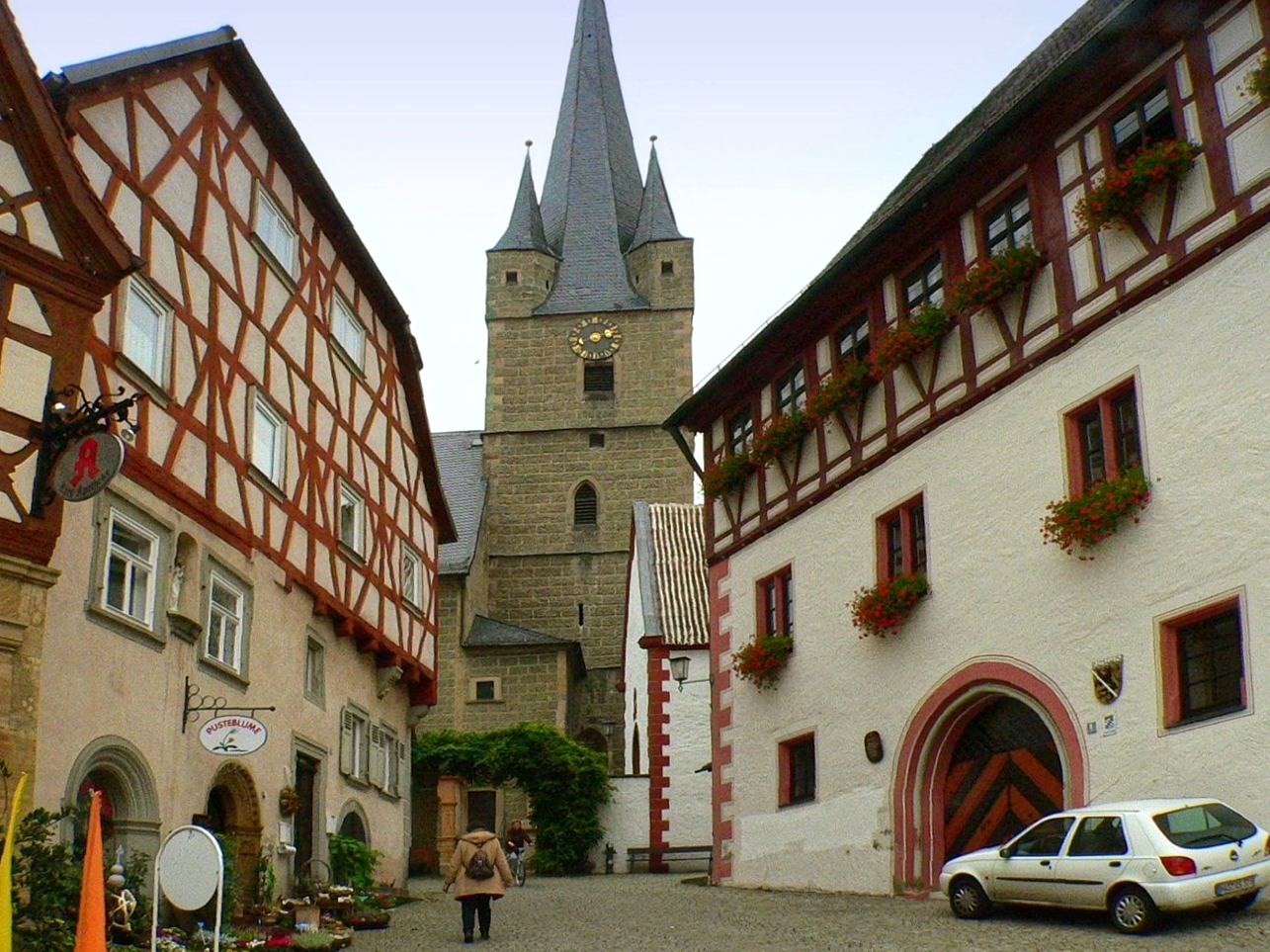
Oberer Marktplatz mit St. Michael
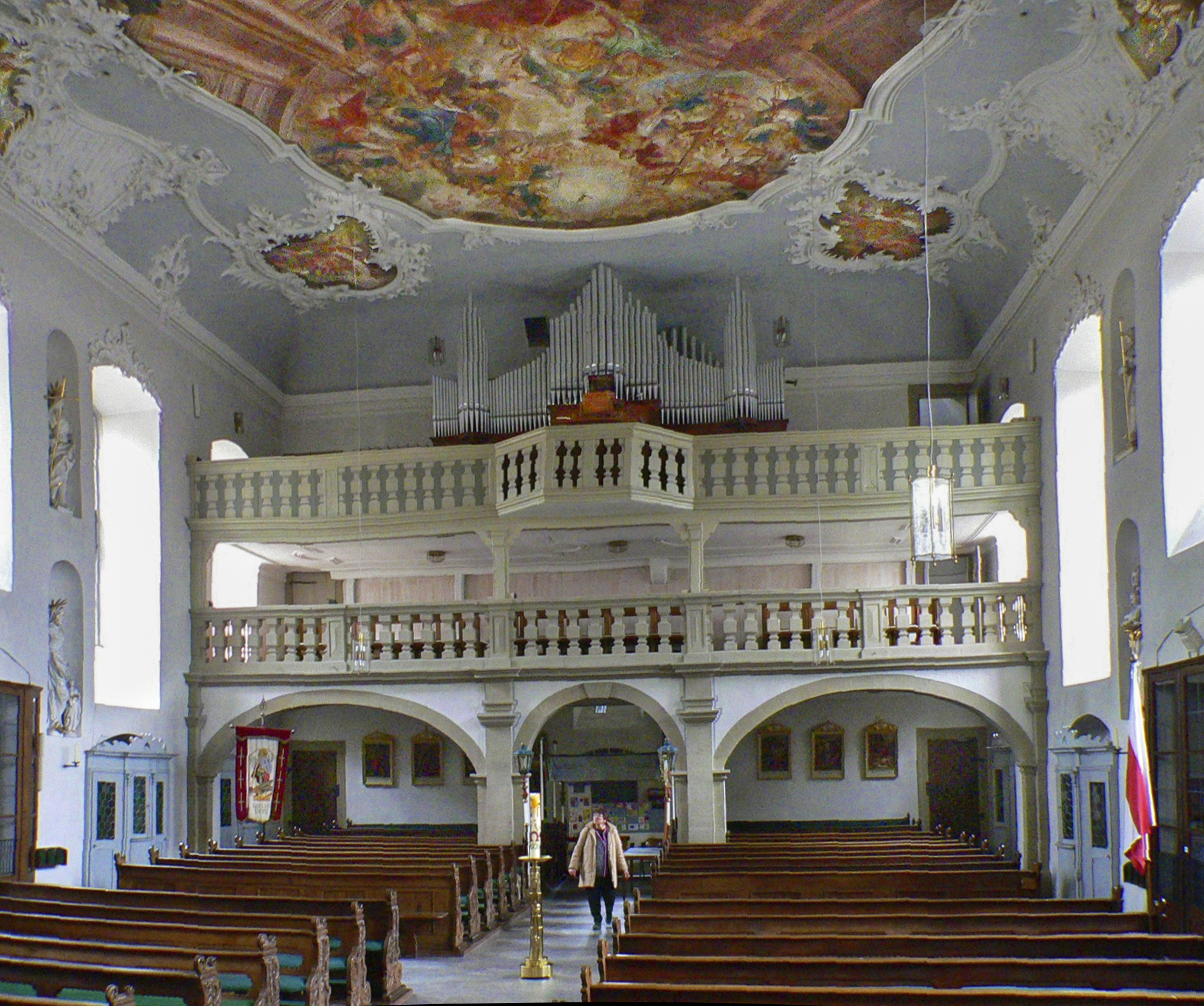
St. Michael
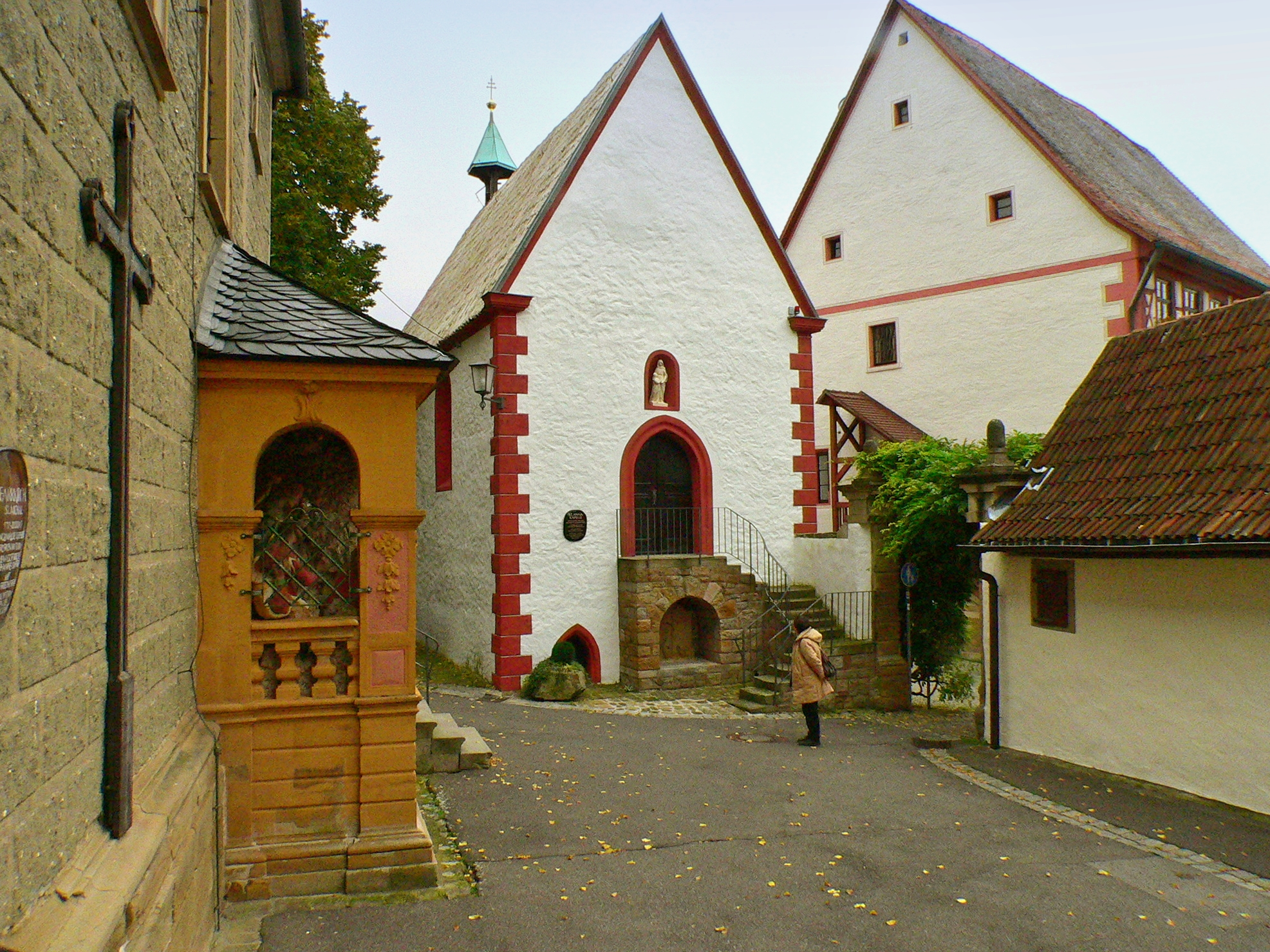
Anna-Kapelle
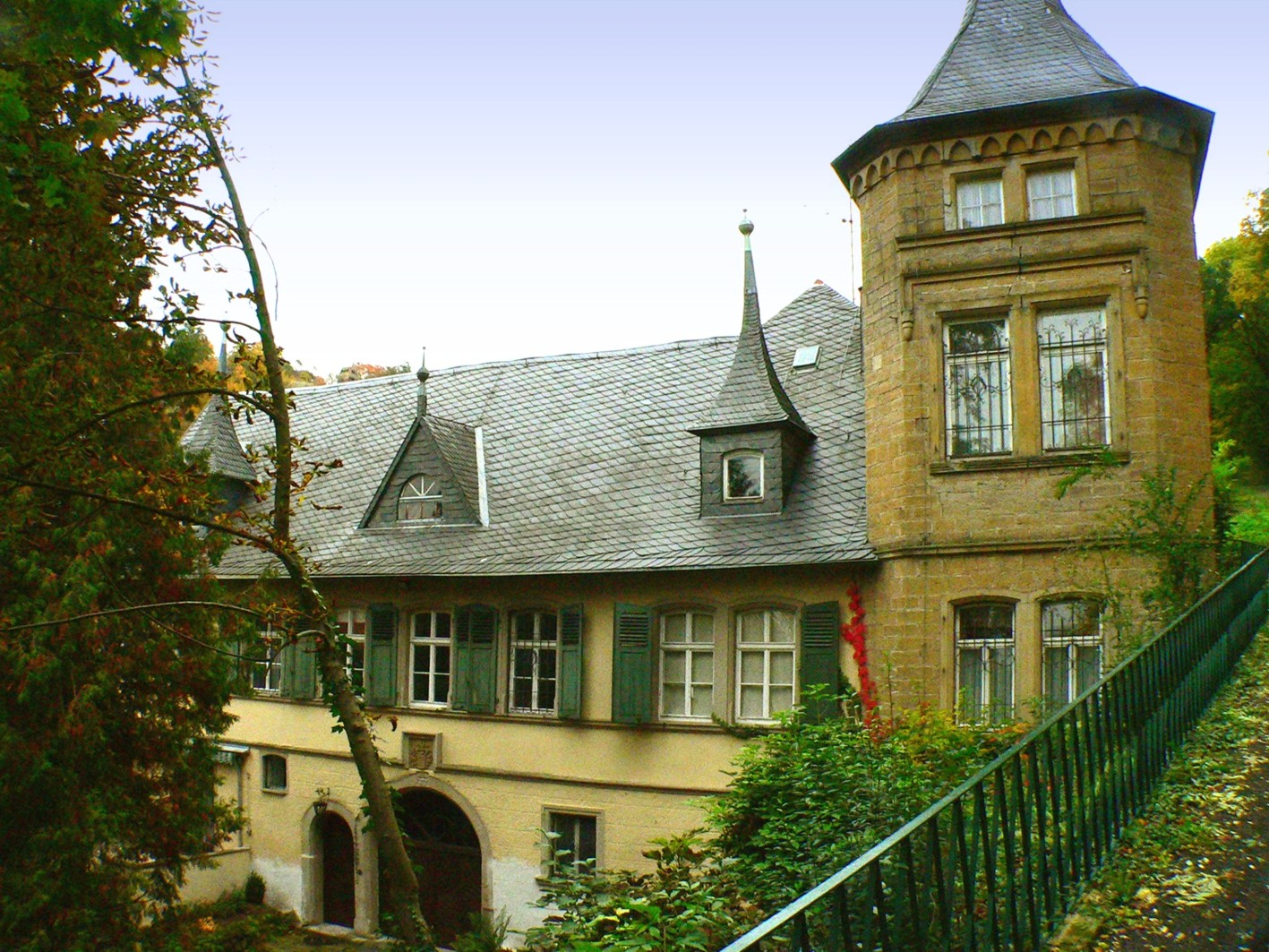
Schloss Schmachtenberg

Weitere Impressionen aus Zeil am Main
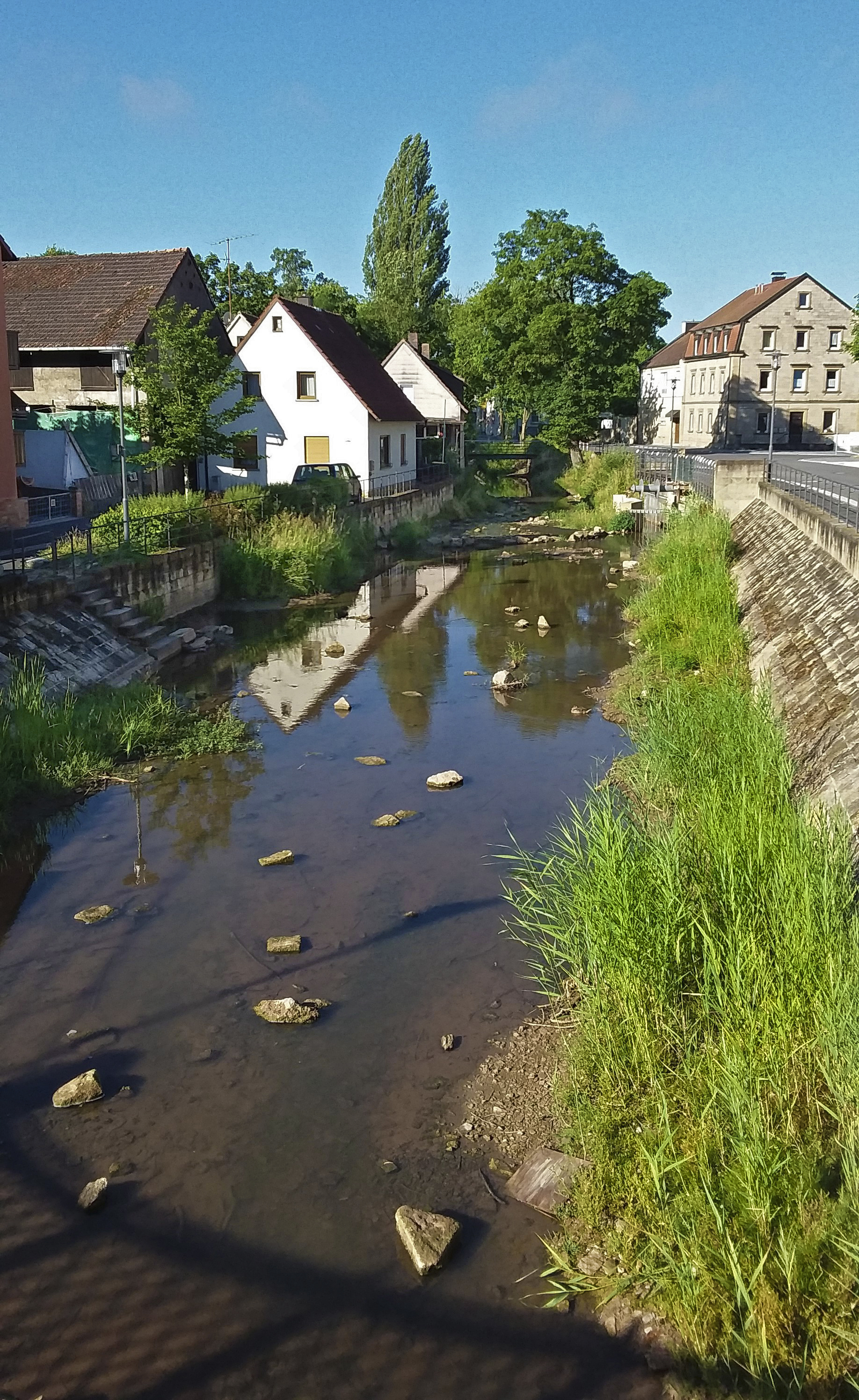
Der Krumbach an der Sander Straße
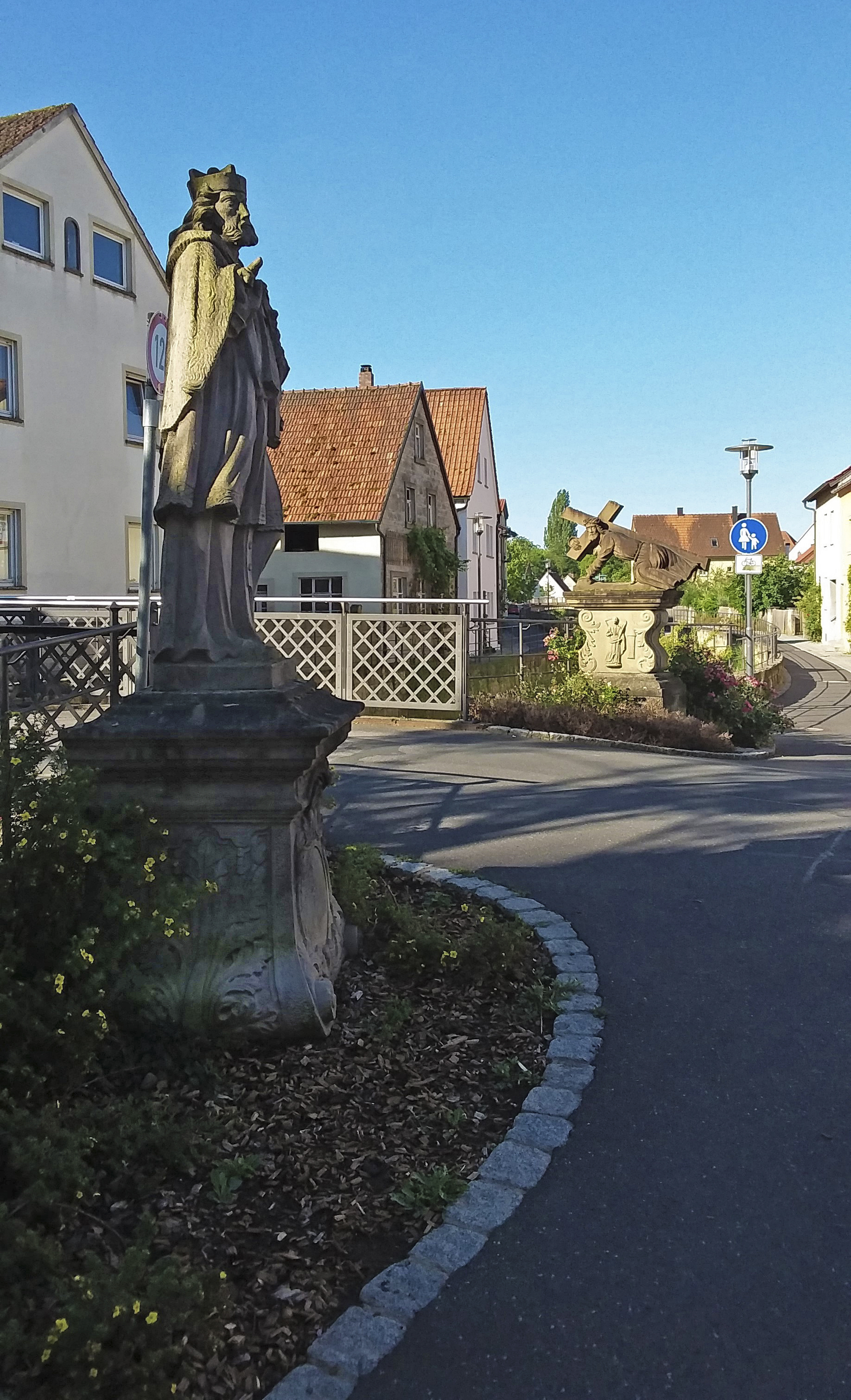
Die Bachbrücke an der Langen Gasse
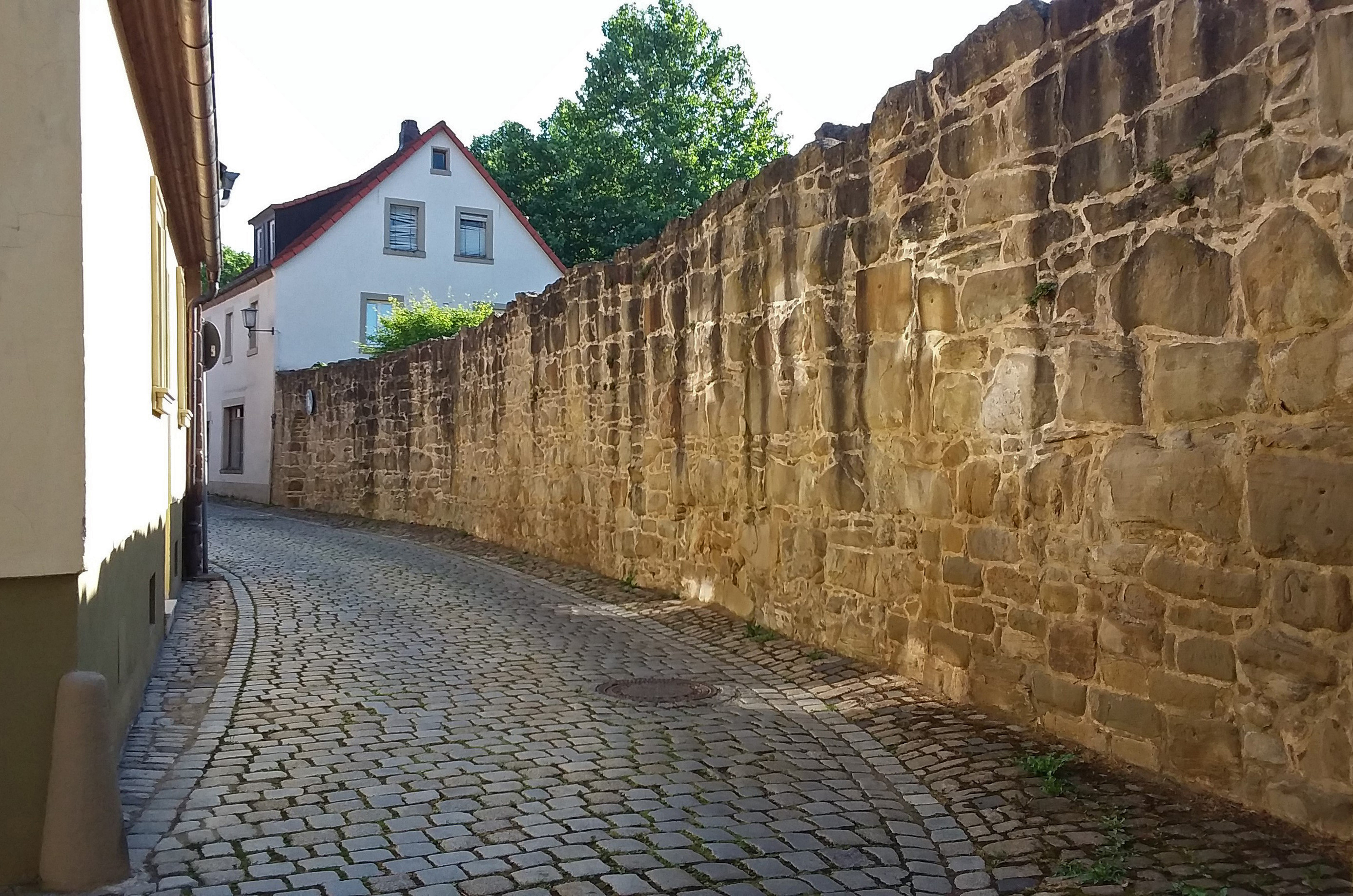
Die alte Stadtmauer in der Judengasse
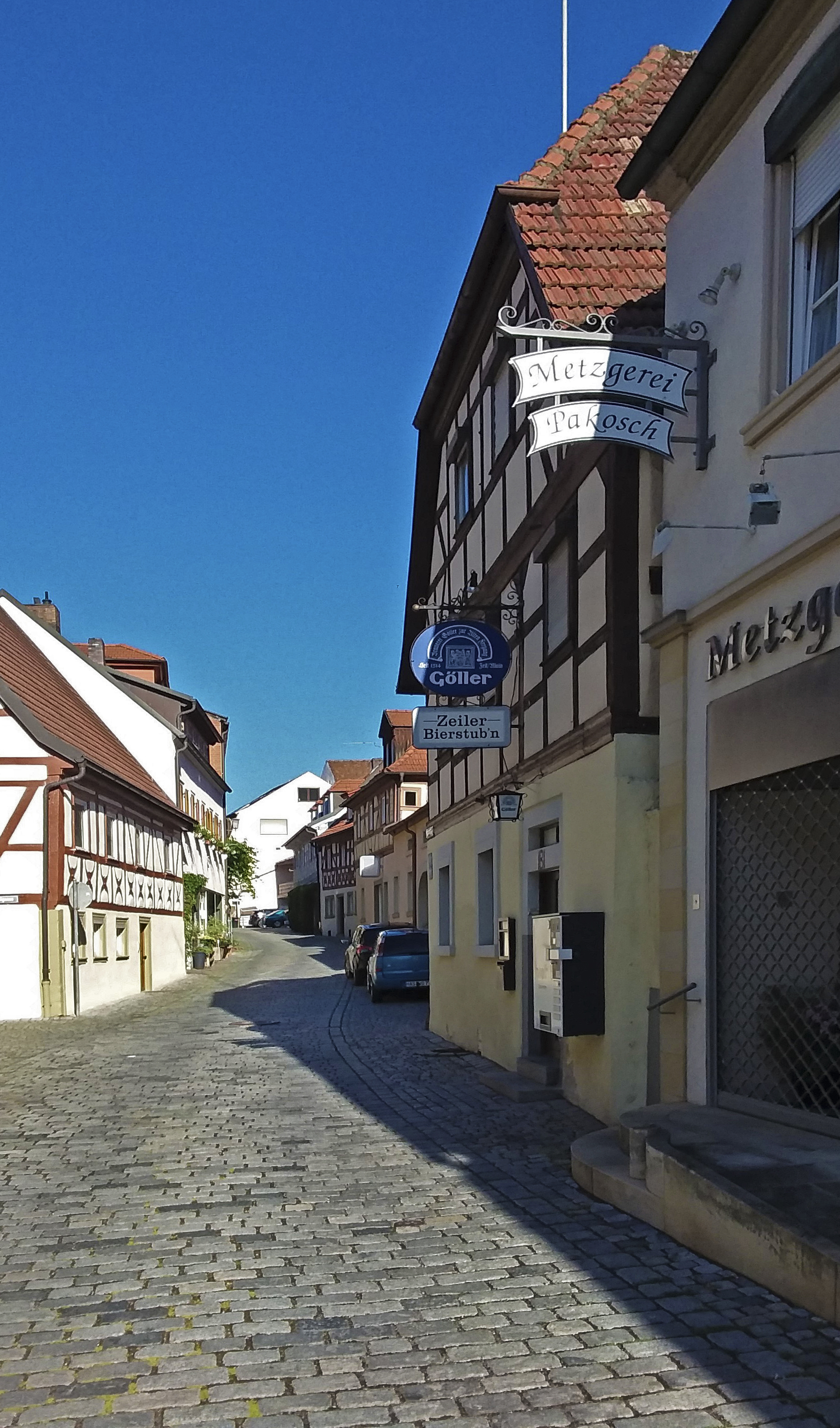
Die Lange Gasse
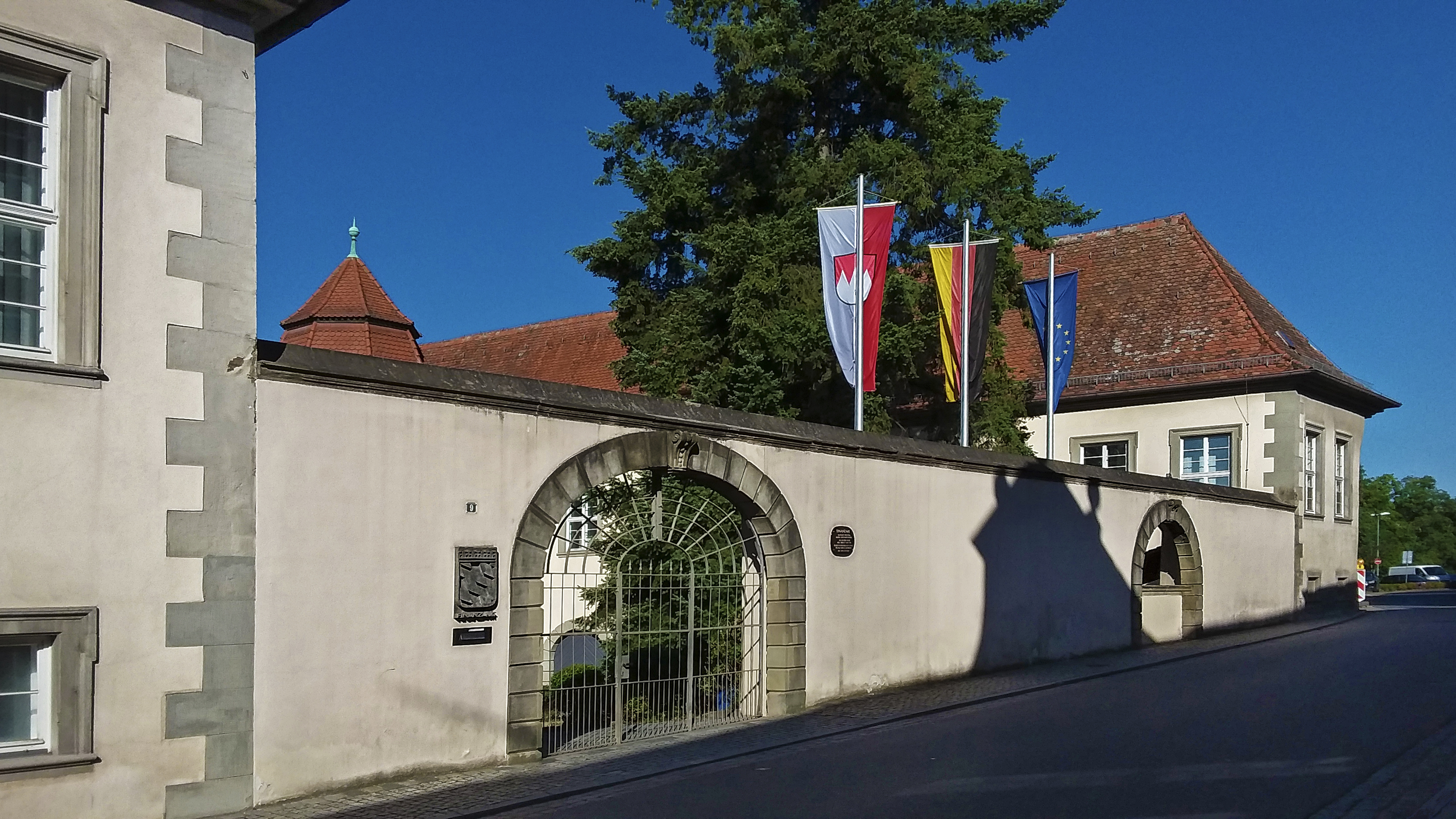
Das Finanzamt (Außenansicht)
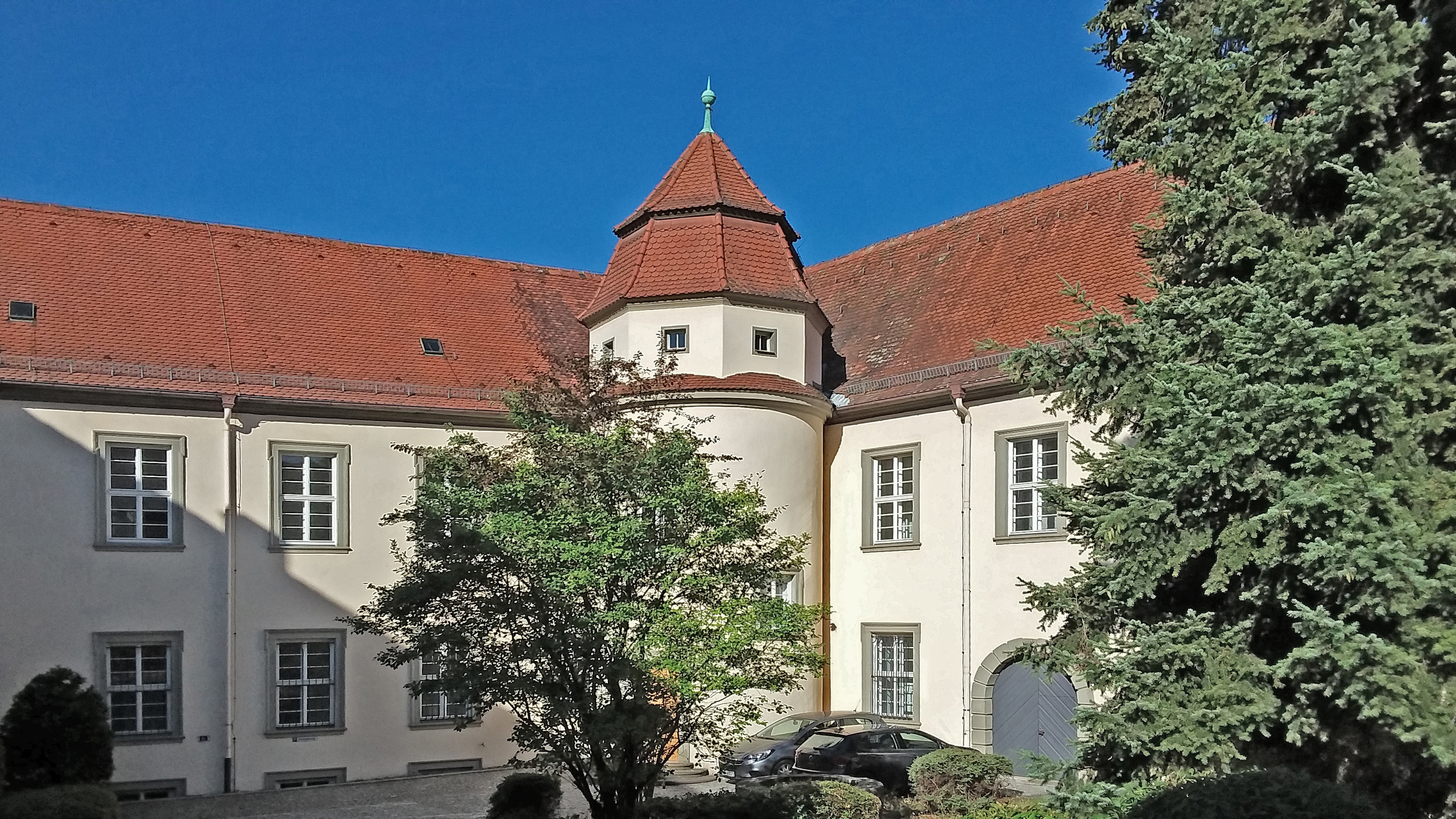
Das Finanzamt (Innenansicht)
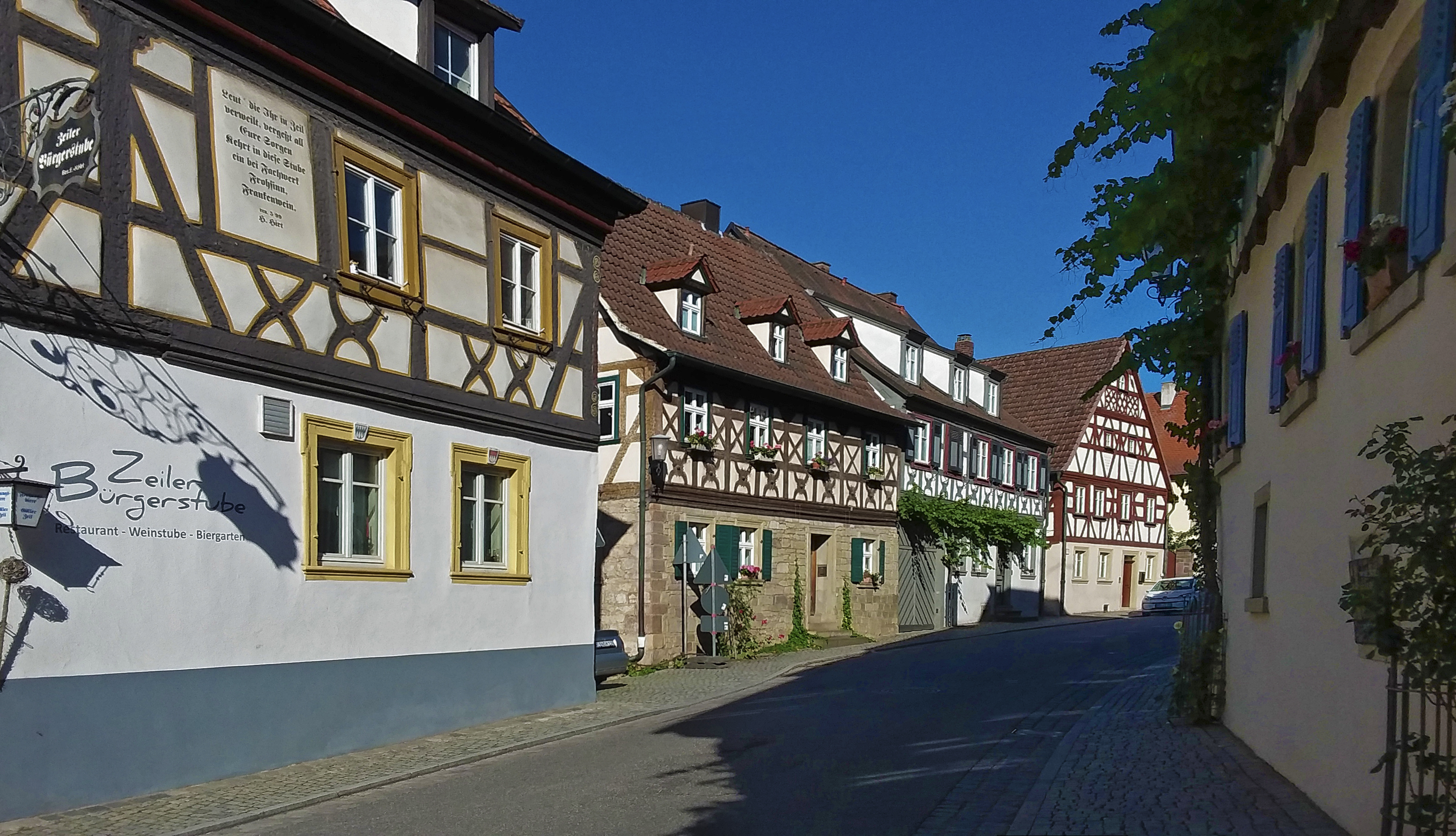
Die Obere Torstraße
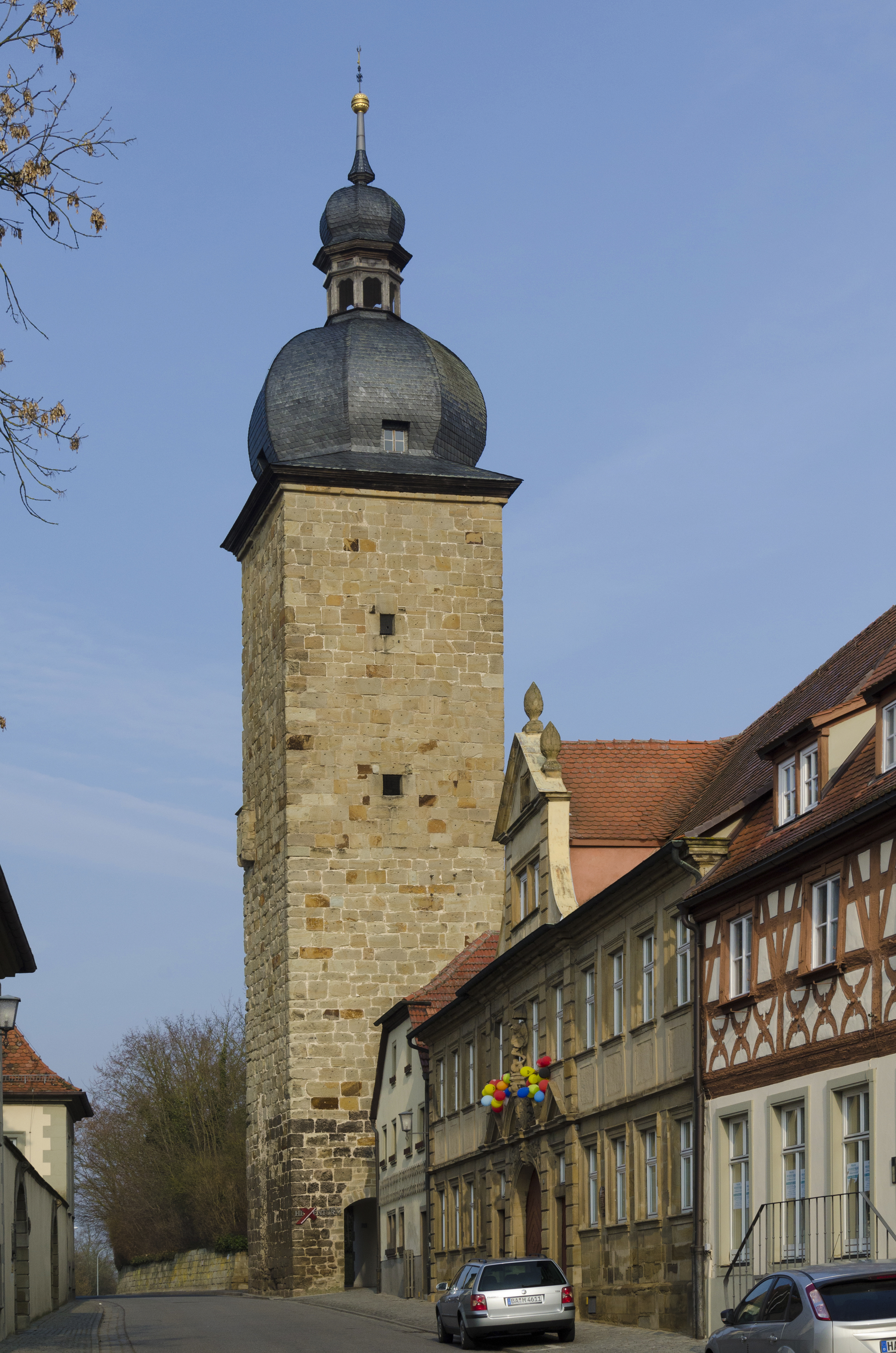
Der Hexenturm
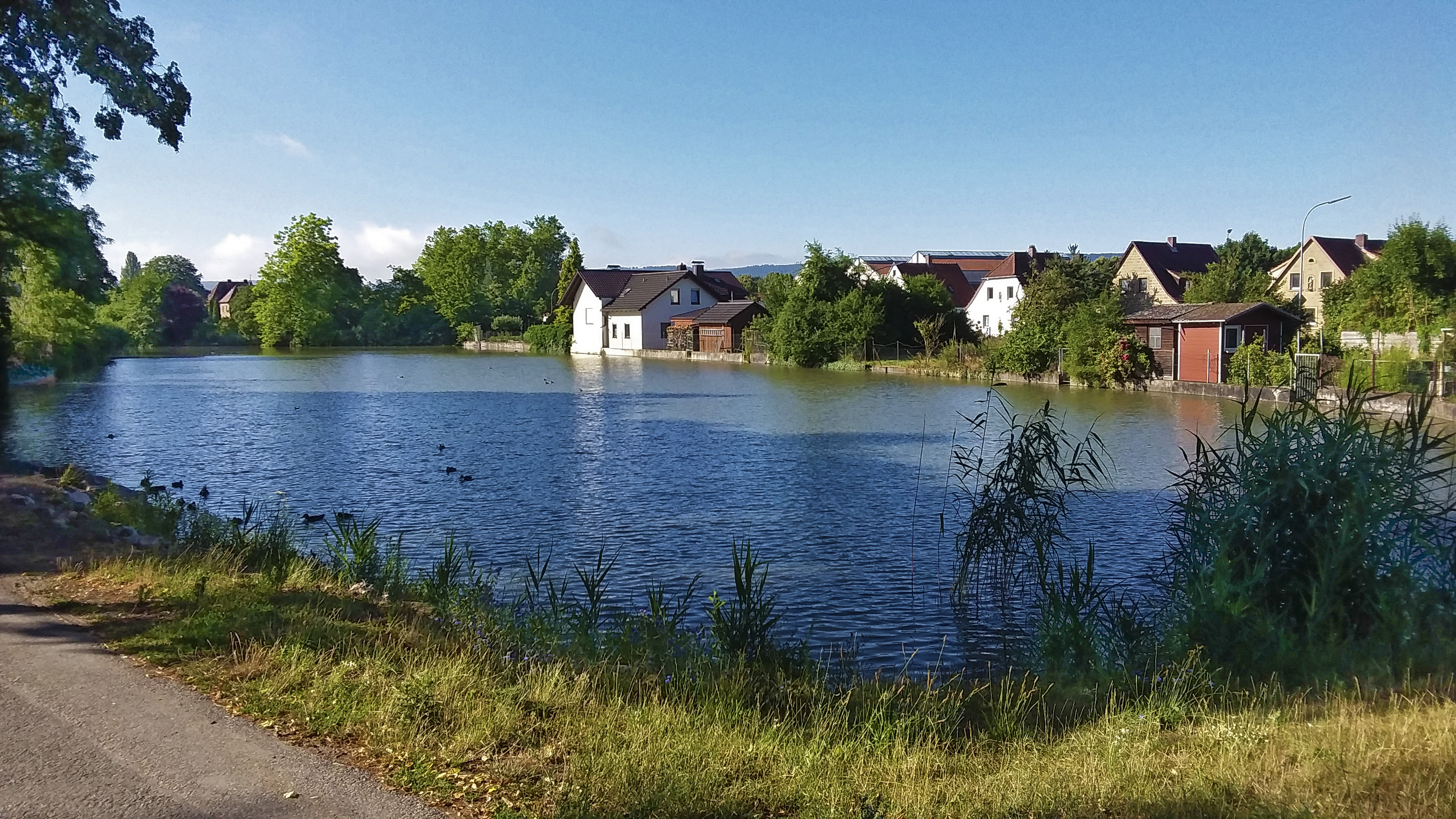
Der Stadtsee
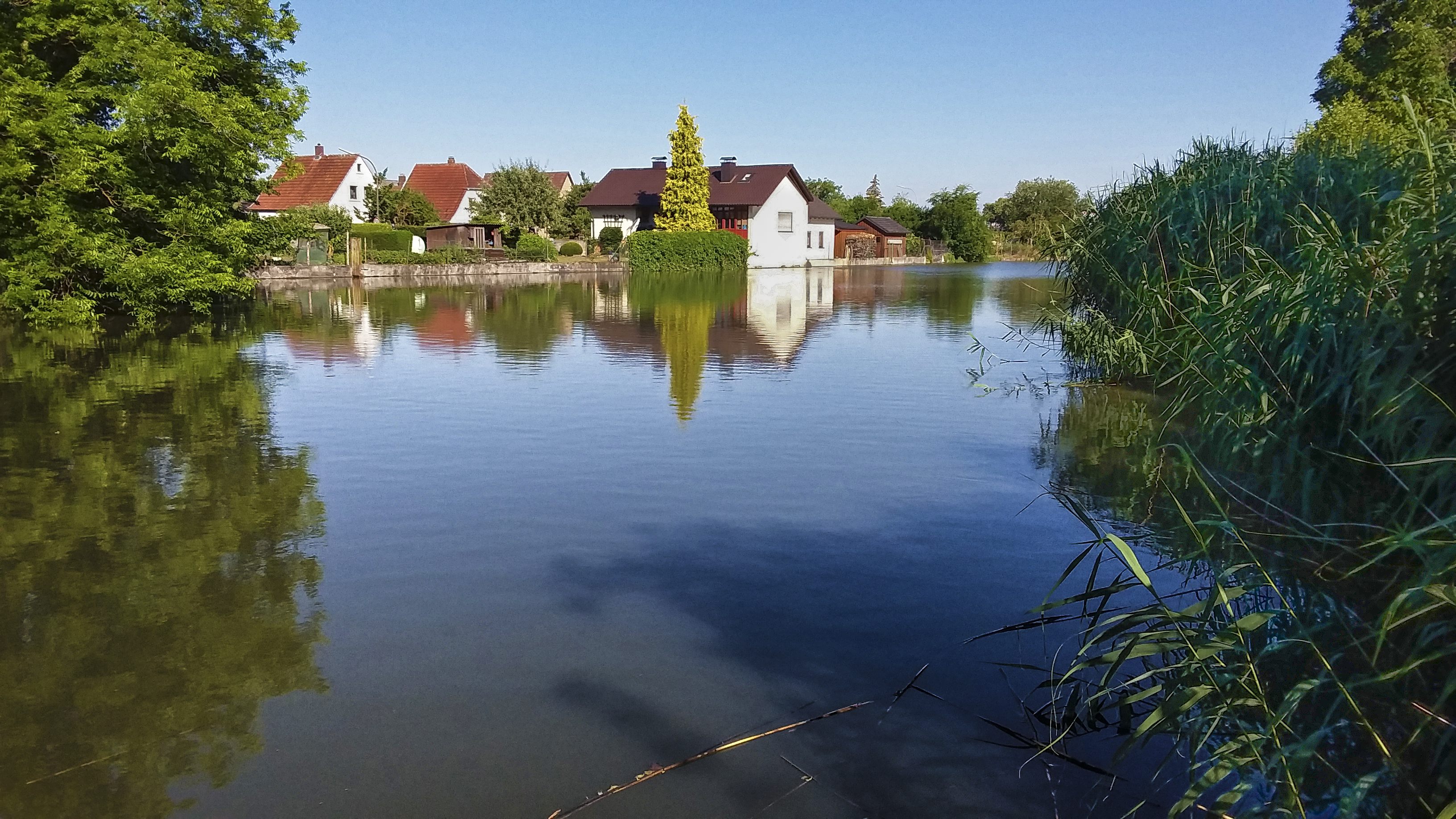
Der Stadtsee (aus südöstlicher Richtung)
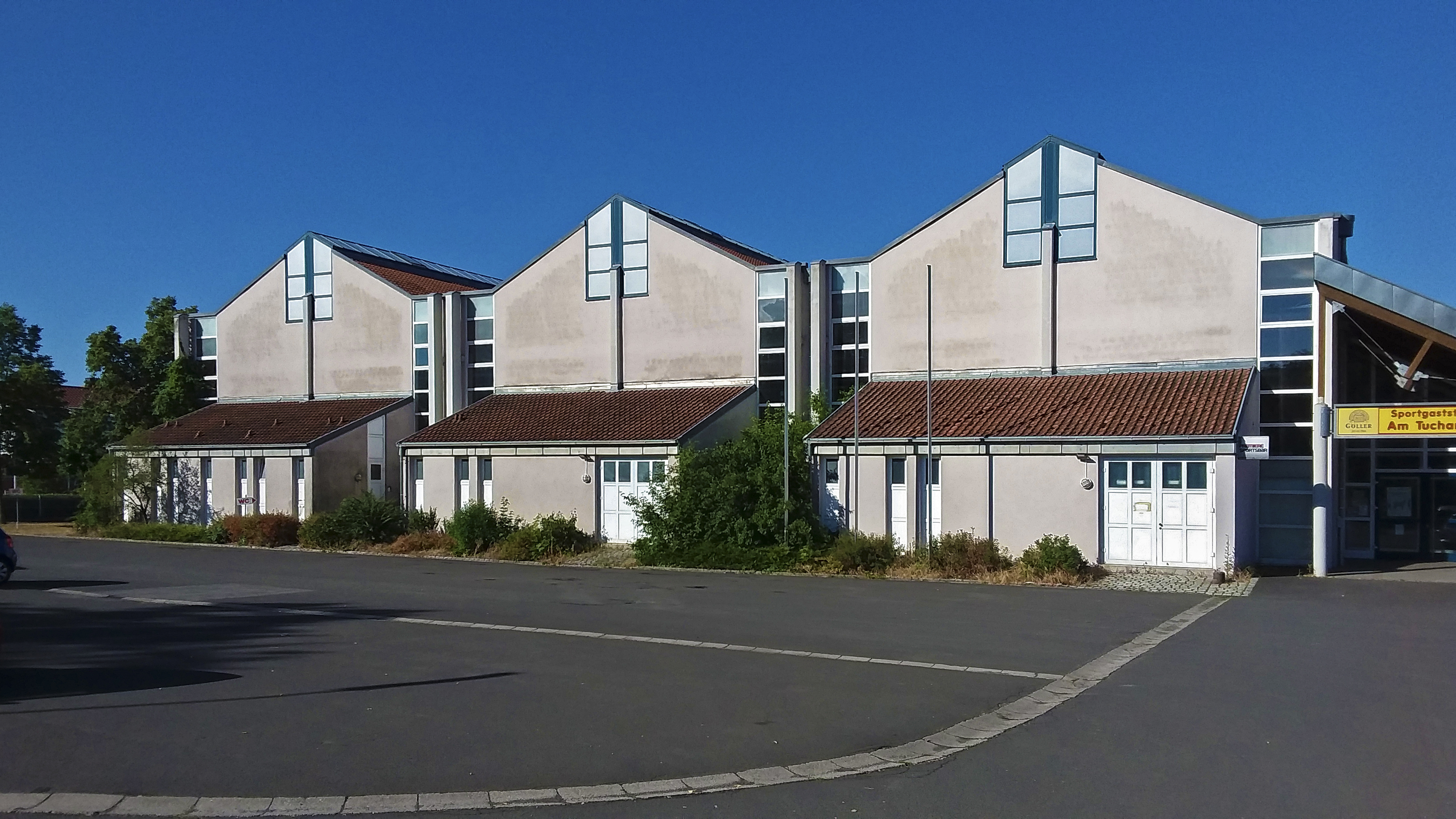
Die Mehrzweckhalle am Tuchanger
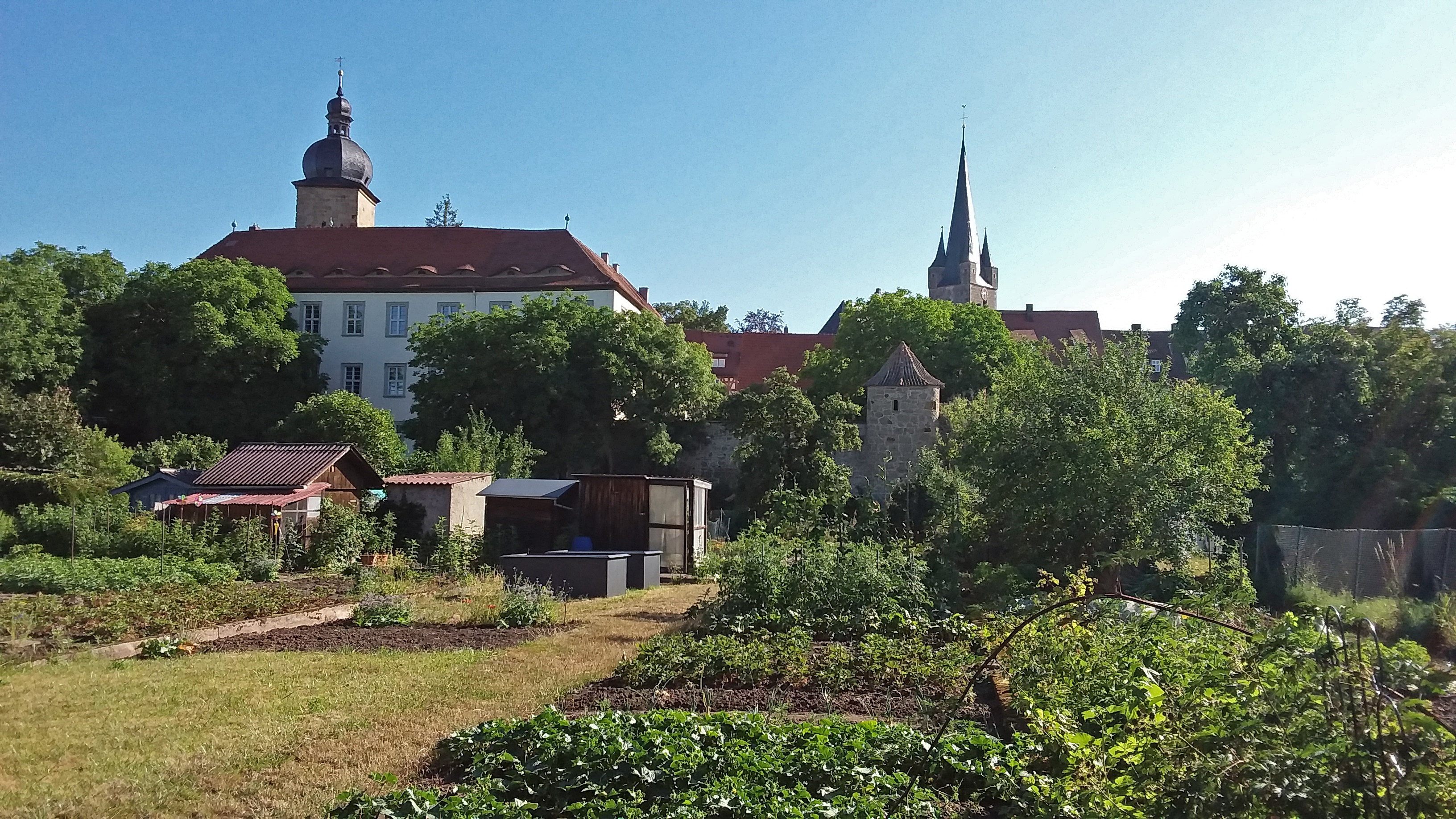
Blick über die Schrebergärten
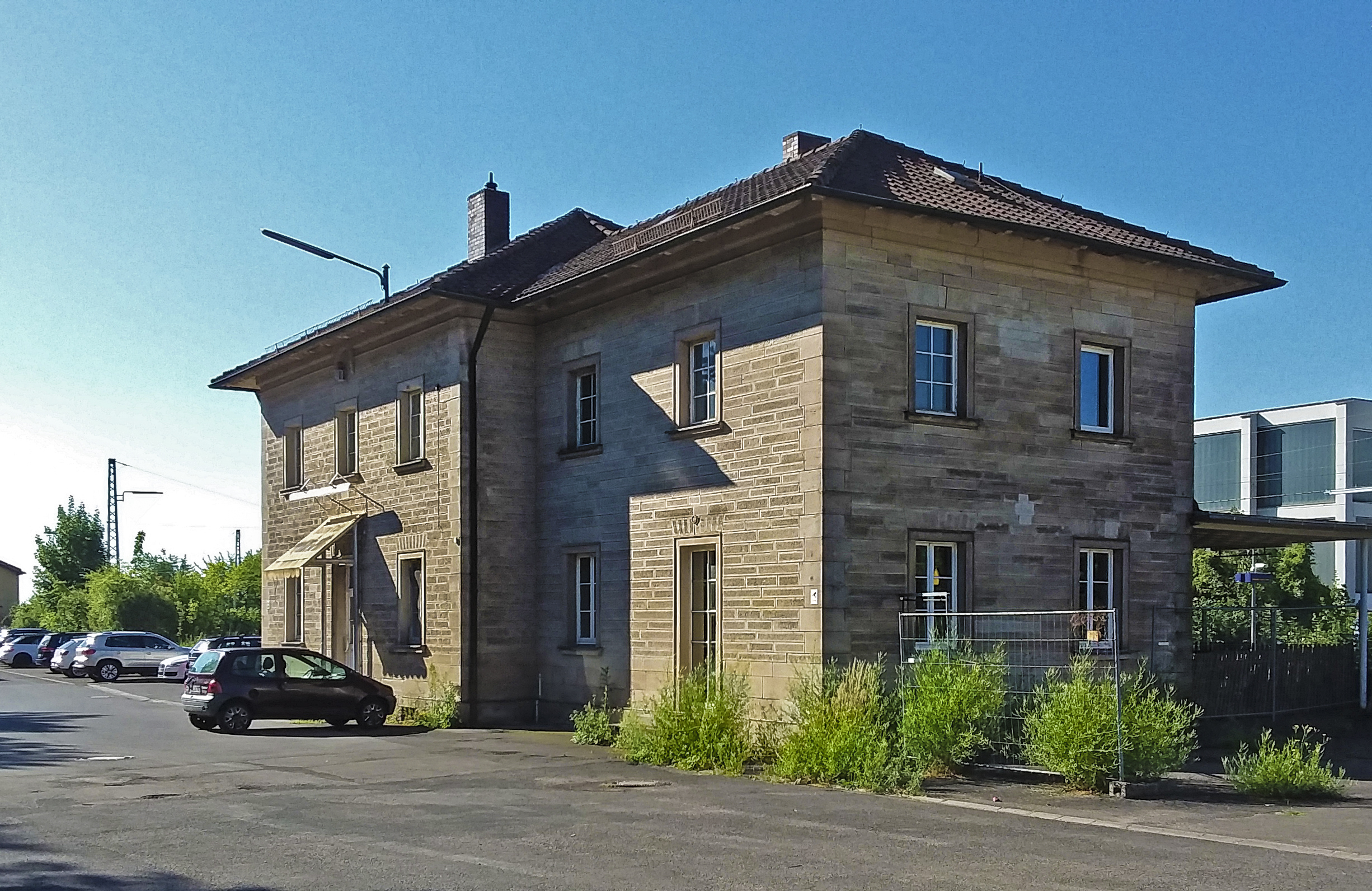
Das Bahnhofsgebäude
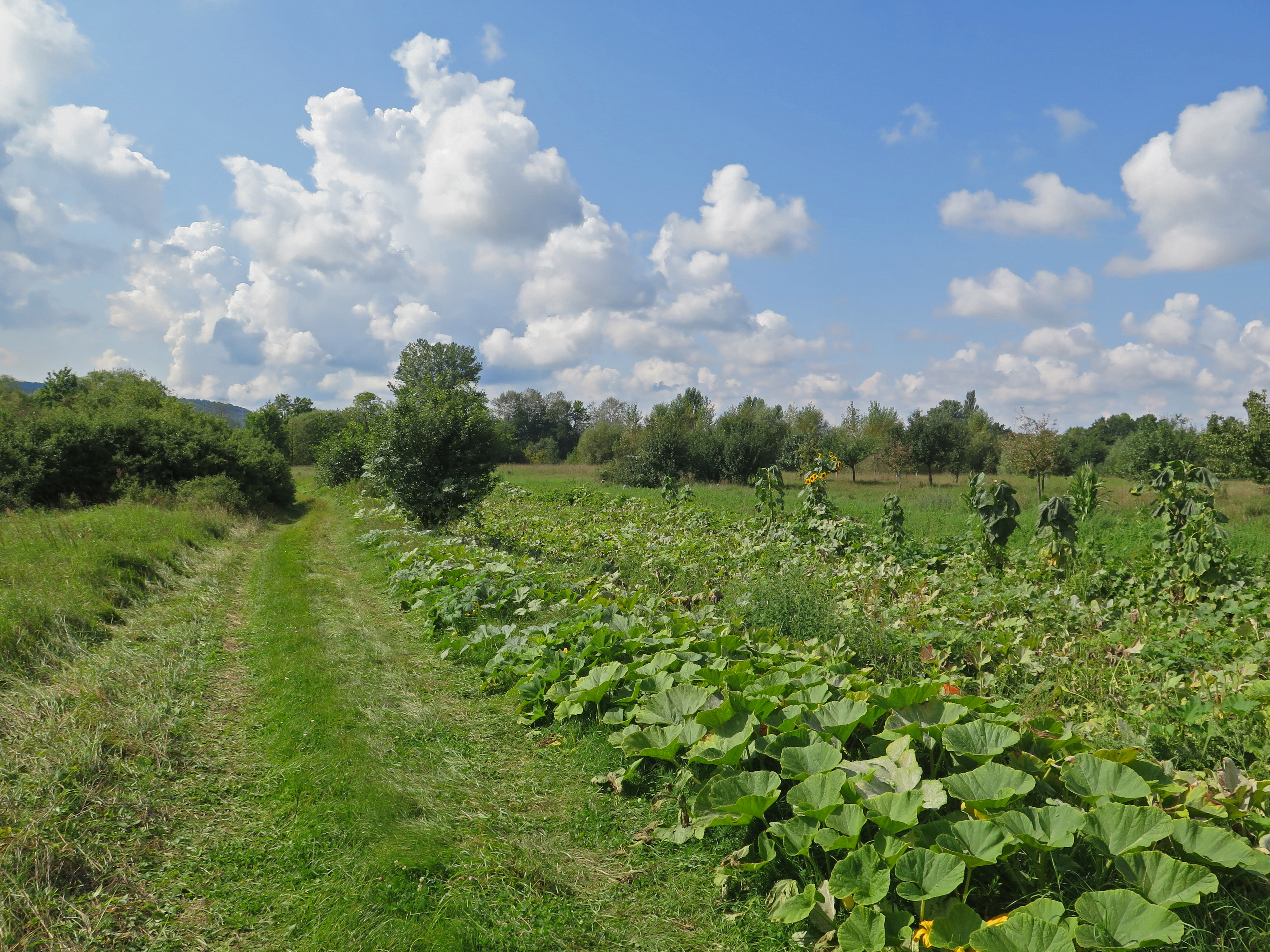
Weg in der Mainaue südlich von Ziegelanger

### Regelmäßige Veranstaltungen
- Am ersten Wochenende im August findet in dem Winzerstädtchen seit 1985 das Altstadt-Weinfest unter dem Motto Fachwerk, Frohsinn, Frankenwein. statt. Das Zeiler Weinfest wird jedes Jahr von mehreren zehntausend Menschen frequentiert.[69][70]
- Der Zeiler Waldmarathon findet jährlich im November statt.
- Der Abt-Degen-Lauf findet jährlich im Oktober statt.

## Wirtschaft und Infrastruktur
Zeil wurde sehr hart von der Deindustrialisierung getroffen. Alle einstigen Industriebetriebe schlossen. Arbeitnehmer pendeln deshalb insbesondere nach Schweinfurt.
Bis 2001 existierte in Zeil am Main ein Werk der Südzucker AG, zu dem auch ein 110 Meter hoher Schornstein gehörte. Dieser wurde wie die meisten Teile des Werks abgerissen.
Ein traditioneller Zweig der Landwirtschaft, der Weinbau, ist auch heute noch in Zeil lebendig. An den Berghängen rund um die Stadt bauen zahlreiche Winzer ihren Wein an. Die Brauerei Göller braut seit 1514 Bier in der Stadt.
Weinbau

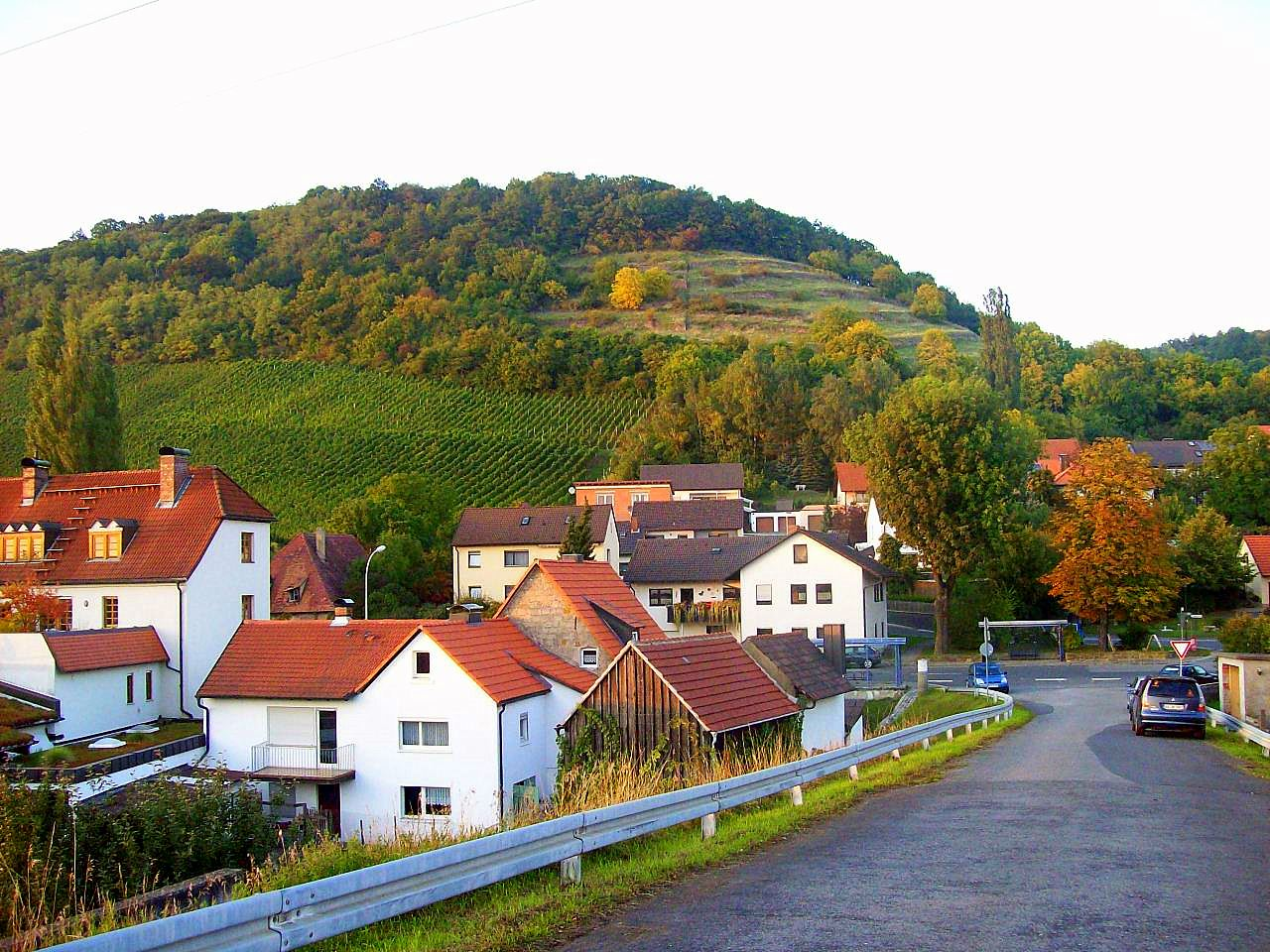
Weinberg bei Ziegelanger

Die Gegend um Zeil am Main gehört seit Jahrhunderten zu den Weinanbaugebieten. Erste schriftliche Nachweise über Wein aus Zeil am Main stammen aus dem Jahr 1335. Zu den Zeiler Weinlagen zählen Zeiler Kapellenberg, Zeiler Mönchshang, Zeiler Eulengrund, Zeiler Pfarrerspflöck’n, Ziegelangerer Ölschnabel und Krümler Himmelreich. Der 1625 in Zeil am Main geborene Zisterziensermönch und 42. Abt des Klosters Ebrach, Alberich Degen, führte, nachdem er (oder der Graf von Castell) sich in Österreich die Rebe besorgt hatte, 1665 die Silvanerrebe in den fränkischen Weinbau ein. 2007 wurden in Franken auf 1261 ha Silvaner angebaut, damit ist der Silvaner nach dem Müller-Thurgau die am zweithäufigsten angebaute Rebsorte in Franken. Rund um Zeil werden auf den Keuperböden neben Silvaner und Müller-Thurgau unter anderem Scheurebe, Bacchus, Kerner und Riesling angebaut. Fränkischer Rotwein aus Zeil entsteht vor allem aus Domina, Dornfelder und Spätburgunder.

### Verkehr
Es existieren folgende Verkehrsanbindungen:
- Sechs Kilometer zur Bundesautobahn 70 Schweinfurt – Bayreuth, Anschlussstelle Nr. 11 Knetzgau und Nr. 12 Eltmann
- B 26
- Bahnhof an der Bahnstrecke Bamberg–Rottendorf, Regionalbahnen stündlich in beide Richtungen, Güterumschlagplatz
- Lände Zeil am Main mit Umschlagplatz vorwiegend für landwirtschaftliche Güter

Das ungefähr 6000 m² große Hafengelände verfügt über einen 48,5 m hohen Hafenkran. Neben landwirtschaftlichen Gütern wird vor allem Holz verladen, bis zur Aufgabe der Steinbrüche waren Bruchsteine eines der Haupthandelsgüter. Anfang des 21. Jahrhunderts belief sich die jährliche Umschlagsmenge auf 80.000–90.000 Tonnen im Jahr.

### Öffentliche Einrichtungen
- Hallenbad (gebaut 1974), seit 1. August 2019 geschlossen
- Die Stadtbibliothek im Rudolf-Winkler-Haus am Schulgelände verfügt über einen Bestand von mehr als 17.000 Büchern, hinzu kommen Audio-CD und DVD.[76]

### Freizeiteinrichtungen
In Zeil befindet sich das einzige Kino im Landkreis Haßberge, das „Capitol-Theater“, es bietet Platz für 130 Zuschauer. Weiterhin gibt es einen Erlebnisspielplatz mit angrenzender Skaterbahn, der Stadtteil Bischofsheim verfügt über einen Badesee mit Grillplatz. Eine der Zeiler Gaststätten bietet eine Kegelbahn an. Die Stadt Zeil und die ansässigen Sportvereine verfügen über drei Sporthallen. Der Tennisclub unterhält mehrere Courts, seit Sommer 2020 auch zwei ganzjährig bespielbare Tennis-Force-Plätze mit Flutlichtanlage.

### Bildung
In Zeil gibt es eine Grund- und eine Mittelschule (Schuljahr 2011/2012: 117 Schüler). Beide Schulen bieten eine Mittagsbetreuung. Es gibt einen katholischen (125 Plätze) und einen evangelischen (50 Plätze) Kindergarten, beide mit Kinderkrippe. Seit 1955 ist in Zeil eine Musikschule beheimatet. Die Volkshochschule Haßfurt betreibt eine Außenstelle in der Stadt.

## Persönlichkeiten

### Ehrenbürger

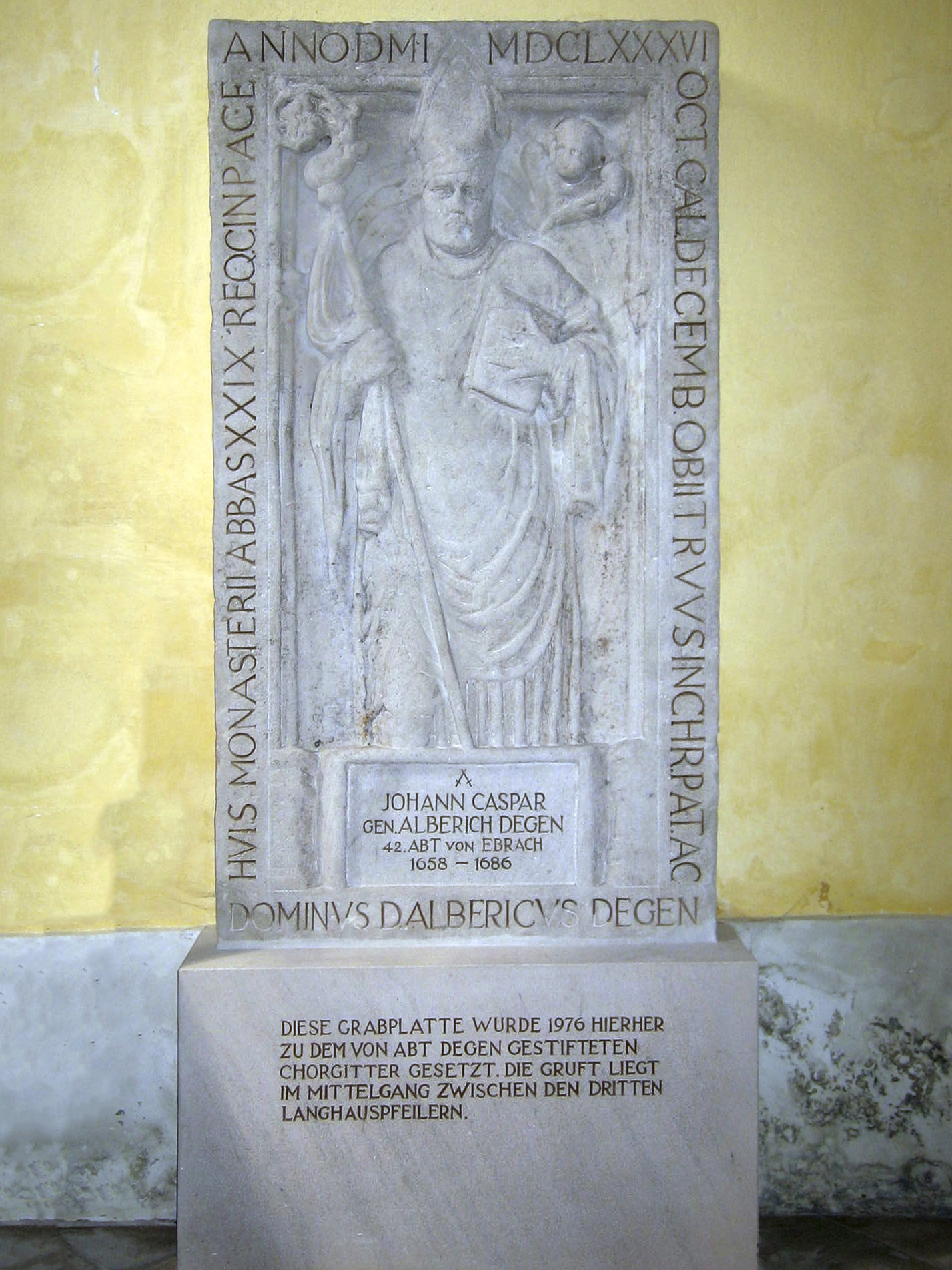
Grabplatte des in Zeil geborenen Zisterzienserabtes Alberich Degen im Kloster Ebrach

Die Ehrenbürgerwürde ist die höchste kommunale Auszeichnung der Stadt Zeil am Main. Die Verleihung erfolgt auf Beschluss des Stadtrates an Persönlichkeiten, die sich außerordentliche Verdienste um das Wohl der Stadt und ihrer Bürger erworben haben. Mit der Ehrung sind keine Privilegien verbunden.
Seit 1899 wurde die Ehrenbürgerwürde an mindestens acht Personen verliehen.
1. Karl Josef Link (* 1844 in Amorbach; † 30. Mai 1903 in Zeil)
Stadtpfarrer von Zeil von 1882 bis 1903, Erbauer des Zeiler Käppeles
Ehrenbürgerwürde verliehen am 24. Dezember 1899
2. Hugo Speth (* 1873 in Donauwörth; † 1956)
Apotheker, Gründer des Verschönerungsvereins
Ehrenbürgerwürde verliehen am 30. Juli 1930
3. Bernhard Rüdenauer (* 12. Mai 1882 in Bad Mergentheim; † 5. November 1956 in Haßfurt)
Stadtpfarrer von Zeil von 1936 bis 1956
Ehrenbürgerwürde verliehen am 17. August 1946
4. Adora Baumbach, SDR (* 18. Februar 1894 in Schweinfurt; † 17. Juli 1967)
Angehörige der „Kongregation der Töchter des Allerheiligsten Erlösers“, in Würzburg. Von 1926 bis 1967 als Lehrerin an der Grundschule in Zeil tätig.
Ehrenbürgerwürde verliehen am 21. Oktober 1963
5. Josef Gaßner (* 14. Dezember 1899; †?)
Lehrer und Direktor an der Zeiler Volksschule von 1921 bis 1965
Ehrenbürgerwürde verliehen an Ostern 1970
6. Rudolf Winkler (* 24. April 1919; † 17. Juli 1983)
Bürgermeister von 1948 bis 1980[49]
7. Heinrich Schneier (* 21. Dezember 1925; † 29. Oktober 2022)
Lokalpolitiker, MdL[80]
8. Alfred Östreicher (* 1938 in Peißenberg; † 2. Dezember 2021)[81]
Stadtpfarrer von Zeil von 1988 bis 2005
Ehrenbürgerwürde verliehen 2005

### Söhne und Töchter der Stadt
- Johannes III. Wolf († 1540), 31. Abt des Zisterzienserklosters Ebrach
- Johann Flinner (um 1520–1578), lutherischer Theologe und Dichter von Kirchenliedern
- Alberich Degen (1625–1686), 42. Abt des Zisterzienserklosters Ebrach, Pionier des Silvaneranbaus
- Christoph Franz Dangel (1769–1841), Stadtgerichtsdirektor in Bamberg und Landtagsabgeordneter
- Franz Burger (1836–1920), katholischer Bauernfunktionär, Bürgermeister und Abgeordneter
- Gundulfa Schöpf (1885–1963), Ordensschwester
- Fritz Winkler (1888–1950), Chemiker, Entwickler des Winkler-Generators
- Heinrich Schneier (1925–2022), Politiker, MdL
- Claus Tully (* 1949), Soziologe

### Personen, die in der Stadt wirken oder wirkten
- Jörg Hofmann (um 1660–1714), Zimmermann und Bildschnitzer, erbaute das Jörg-Hofmann-Haus in der Hauptstraße und gestaltete das Kirchengestühl in St. Michael
- Albert Meyer (1926–2020), Politiker, von 1963 bis 1970 Vorsteher des Finanzamtes Zeil am Main
- Joseph Quy Lam Cong (* 1975), römisch-katholischer Theologe und Hochschullehrer, verbrachte einen Teil seiner Kindheit in Zeil am Main